# Рубіжне (Чугуївський район)
Рубі́жне — село в Україні, у Вовчанській міській громаді Чугуївського району Харківської області. Населення становить 649 осіб. До 2020 орган місцевого самоврядування — Рубіжненська сільська рада.

## Назва
Назва села походить від валу (рубежу), яким воно відділялося від сусіднього села.

## Розташування

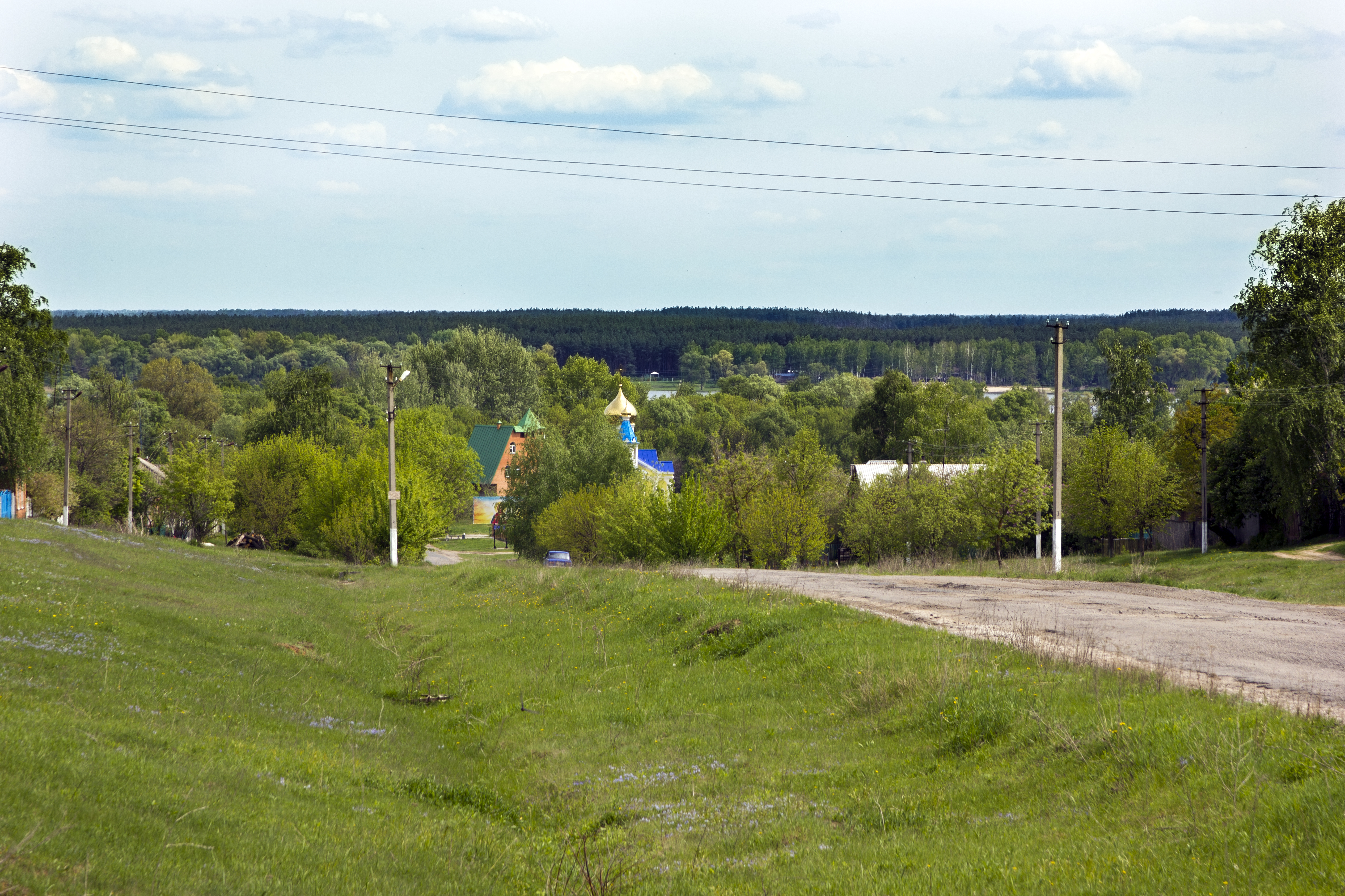
Рубіжненські краєвиди

Село Рубіжне розташоване в центральній частині Вовчанського району на правому березі Печенізького водосховища (річка Сіверський Донець), поруч є міст, нижче за течією на відстані 1 км розташоване село Верхній Салтів, до села примикає великий лісовий масив (дуб).
Відстань до центру громади Вовчанська становить 18 кілометрів. Площа села становить 2,15 км².

## Історія
Село вперше згадується 1660 року.

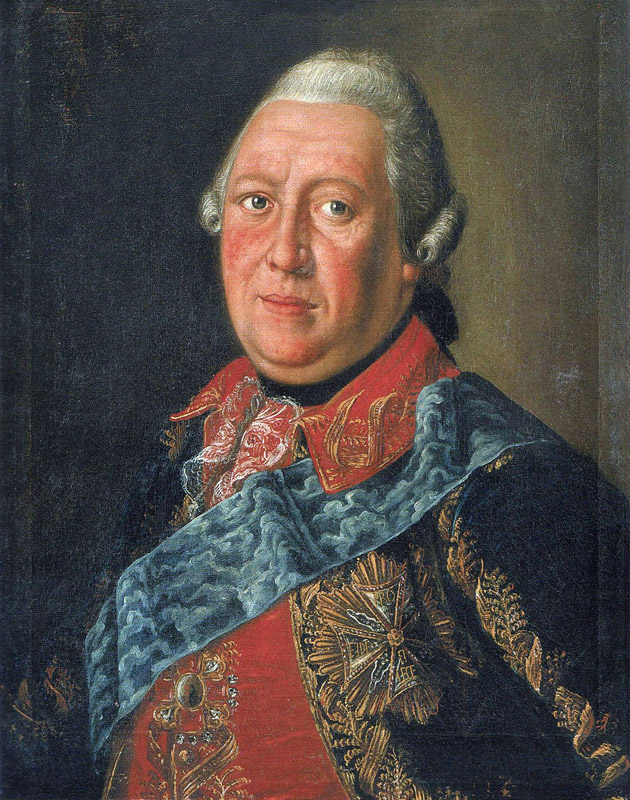
Портрет графа Івана Гендрикова художника О.Антропова, 1768 р.

У 1765—1778 роках в селі мешкав граф Гендриков Іван Симонович (1719—1778) — генерал-аншеф, організатор проведення Елекції гетьмана Кирила Розумовського у Глухові в 1750 році. Тут йому належали великі маєтки, в яких жило понад 8000 душ чоловічої статі.
В 1769 році за його кошти було споруджено храм Успіння Богородиці. В ньому поховано І.Гендрикова та його дружину Катерину Сергіївну (? — 1784).

### Аграрна реформа
Влітку та восени 1861 року після скасування кріпосного права в Російській імперії в селі відбувались селянські заворушення, ватажком яких був Микола Решетняк, згодом заарештований поліцією.
В 1850 році в селі німецькою компанією «Ротермунд і Вейссе» було збудовано цукровий завод, на якому працювало близько 300 чоловік.
За даними за 1864 рік у власницькому сільці Рубіжне Старосалтівської волості Вовчанського повіту мешкало 440 осіб (218 чоловічої статі та 212 — жіночої), налічувалось 56 дворових господарств. В селі Рубіжне — 738 особи (375 чоловічої статі та 363 — жіночої), налічувалось 112 дворових господарств, існували православна церква, бурякоцукровий та цегельний заводи, відбувалось 6 щорічних ярмарків та базари.
У ході Революції 1905—1907 років в селі відбувалися робітничі страйки, в результаті яких було розграбовано поміщицький маєток.
Станом на 1914 рік кількість мешканців зросла до 1478 та 1694 мешканців відповідно.

### Перша радянська окупація
Після Лютневої революції в Рубіжному виникла Рада робітничих депутатів при буряко-цукровому заводі, головою якої був обраний А. Латишев, близький до ЦК РСДРП(б). Разом з цією радою в селі виникла й Рада селянських депутатів.
У грудні 1917 року в селі було окуповано червоними.
Село постраждало внаслідок геноциду українського народу, проведеного урядом СССР в 1932—1933 роках, кількість встановлених жертв в Рубіжному, Байраці, Верхньому Салтові, Жовтневому —528 людей.

### Друга світова війна

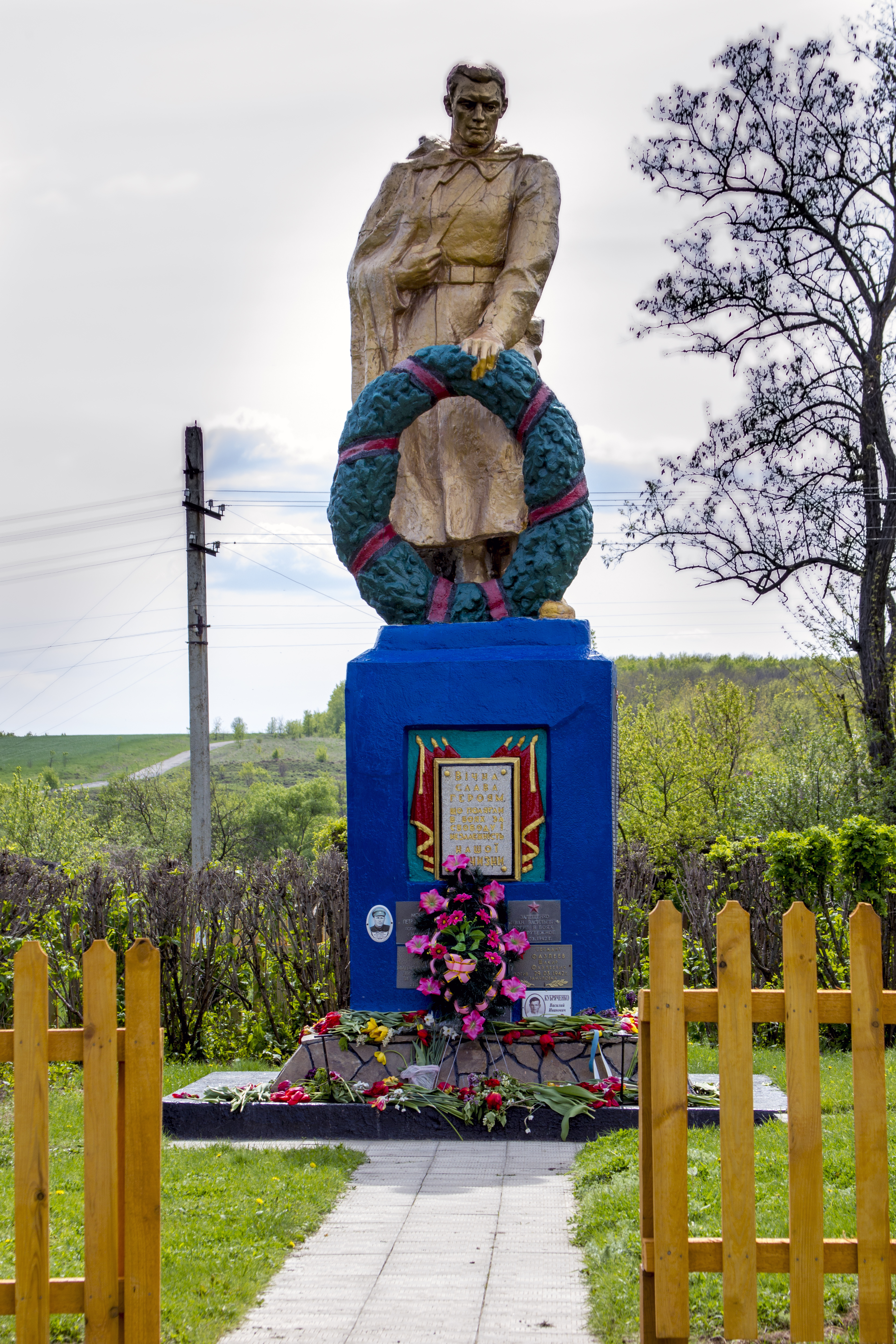
Братська могила

З 2 жовтня 1941 до 9 серпня 1943 року село перебувало під німецькою окупацією. З жовтня 1941 до червня 1942 через село проходила лінія фронту. В лісах поблизу села діяв партизанський загін імені Щорса, ватажком якого був І. А. Шепелєв. В ході Другої світової війни 51 уродженець Рубіжного був нагороджений орденами та медалями Радянського Союзу.

### Незалежна Україна
12 червня 2020 року, відповідно до Розпорядження Кабінету Міністрів України  № 725-р «Про визначення адміністративних центрів та затвердження територій територіальних громад Харківської області», увійшло до складу Вовчанської міської громади.
19 липня 2020 року, в результаті адміністративно-територіальної реформи та ліквідації Вовчанського району, село увійшло до складу Чугуївського району.

### Російсько-українська війна
Село було окуповане у перші дні російського вторгнення в Україну 2022 року. 9 травня 2022 року село Рубіжне, та ще три інших села були звільнені від окупаційних військ РФ.

## Населення

### Мова
Розподіл населення за рідною мовою за даними перепису 2001 року:
| Мова       | Відсоток |
| ---------- | -------- |
| українська | 79,66%   |
| російська  | 20,34%   |

## Пам'ятки
Біля села — сліди двох неолітичних стоянок.

## Відомі люди
Відомі уродженці села:
- Зубар Михайло Іванович (1907—1992) — український мистецтвознавець і графік.
- Кирилін Олександр Олексійович (1924—1998) — повний кавалер ордена Слави.
- Лісовий Митрофан Трохимович (1905—1943) — Герой Радянського Союзу.

## Галерея

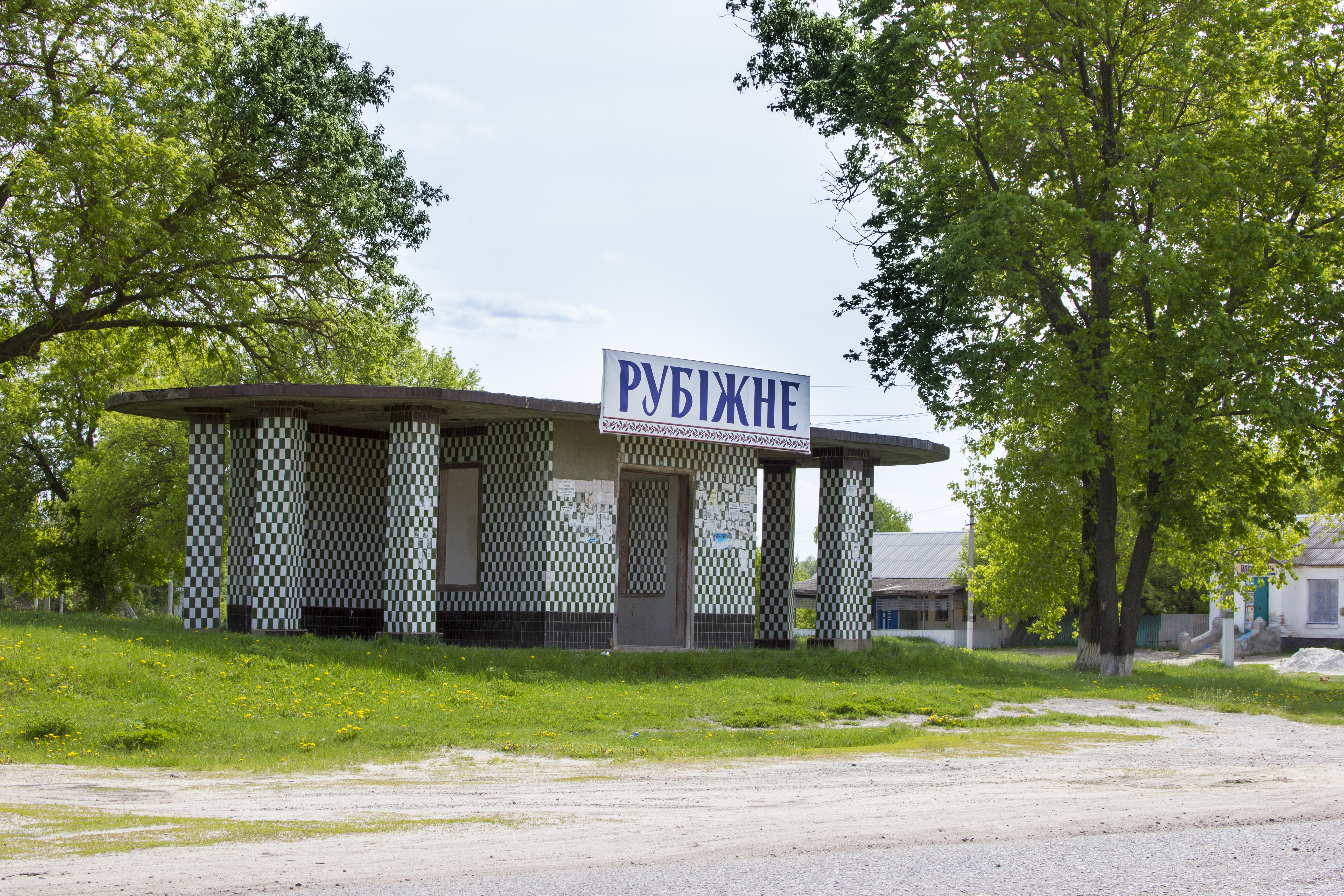
Автобусна зупинка
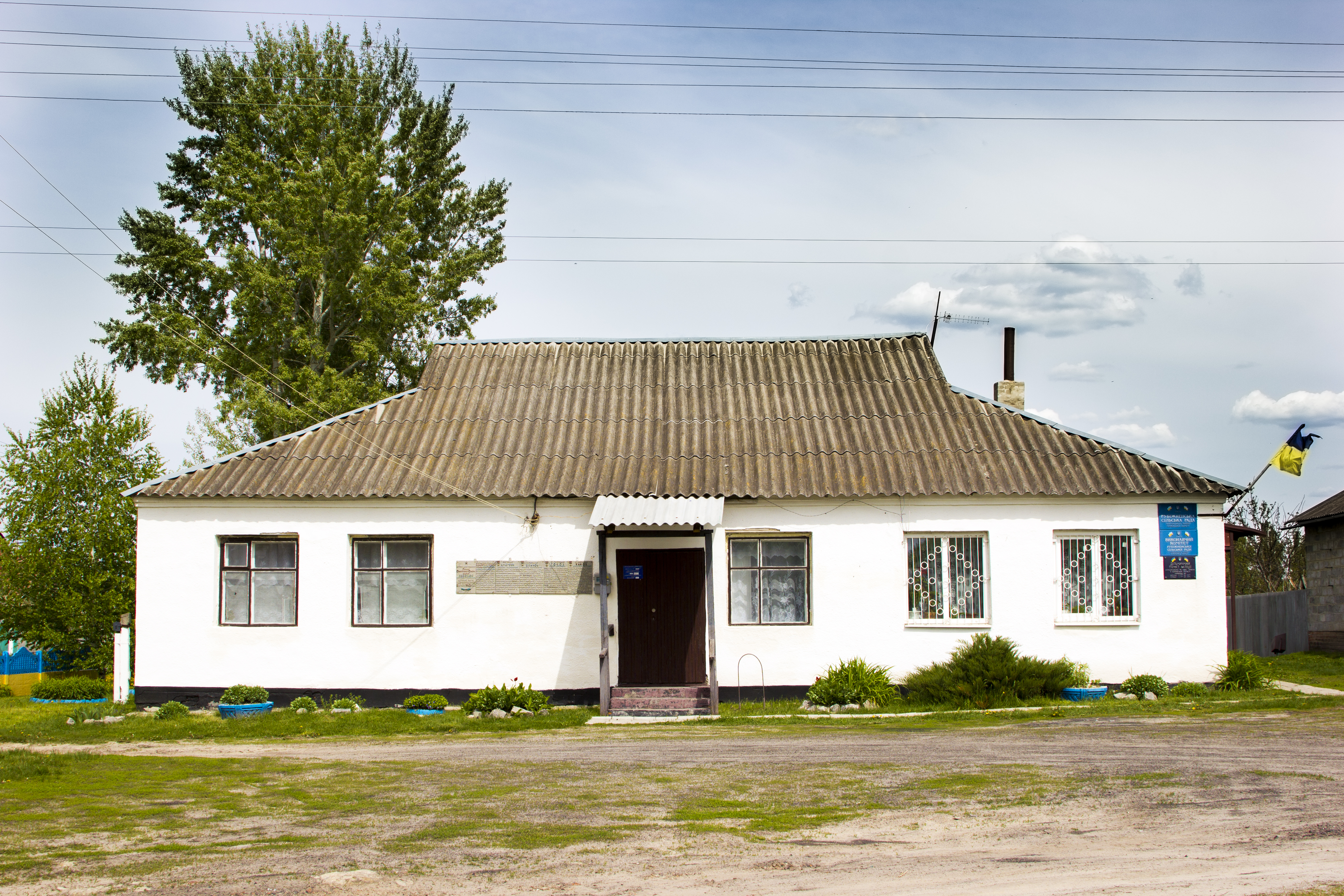
Приміщення сільської ради
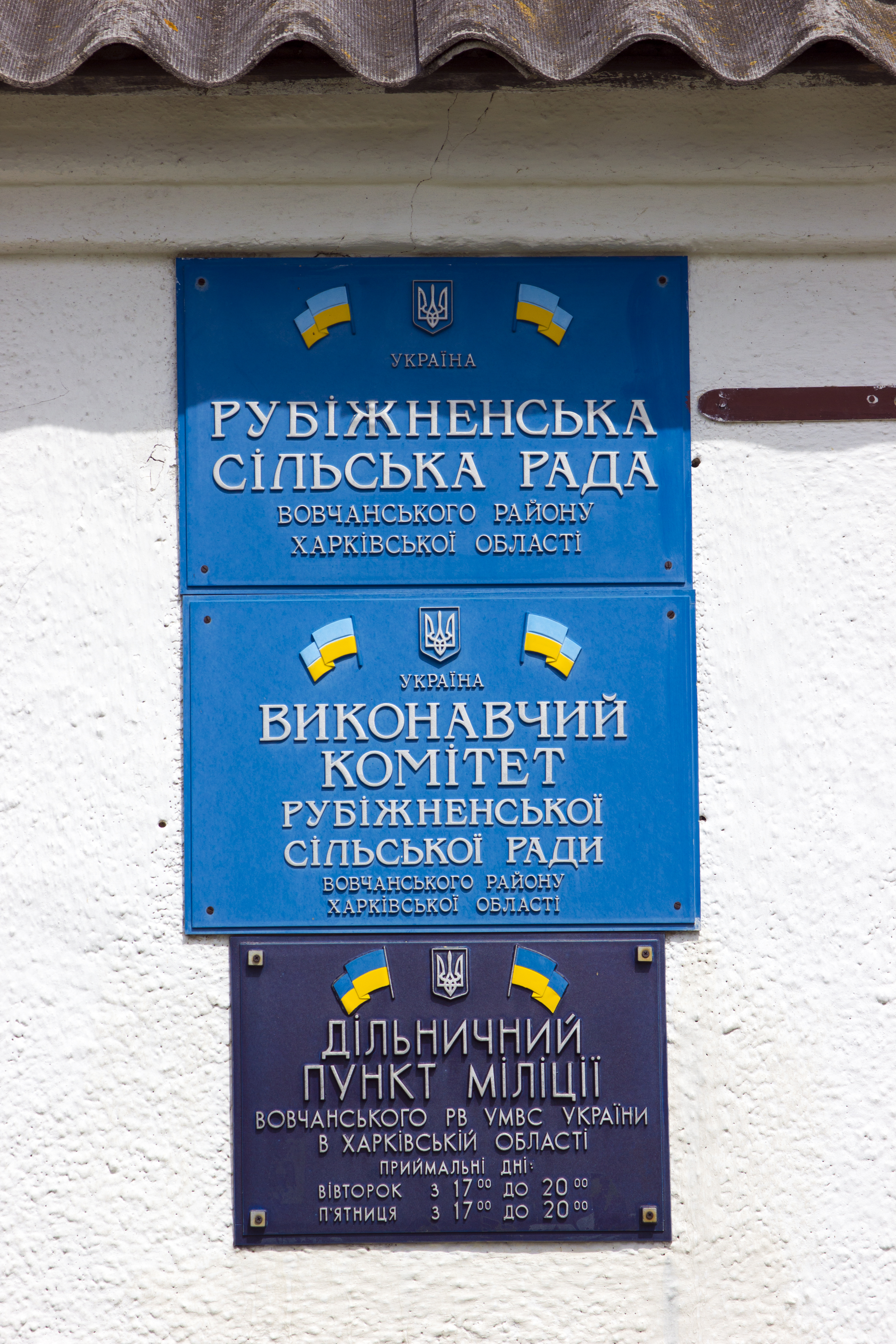
Приміщення сільської ради
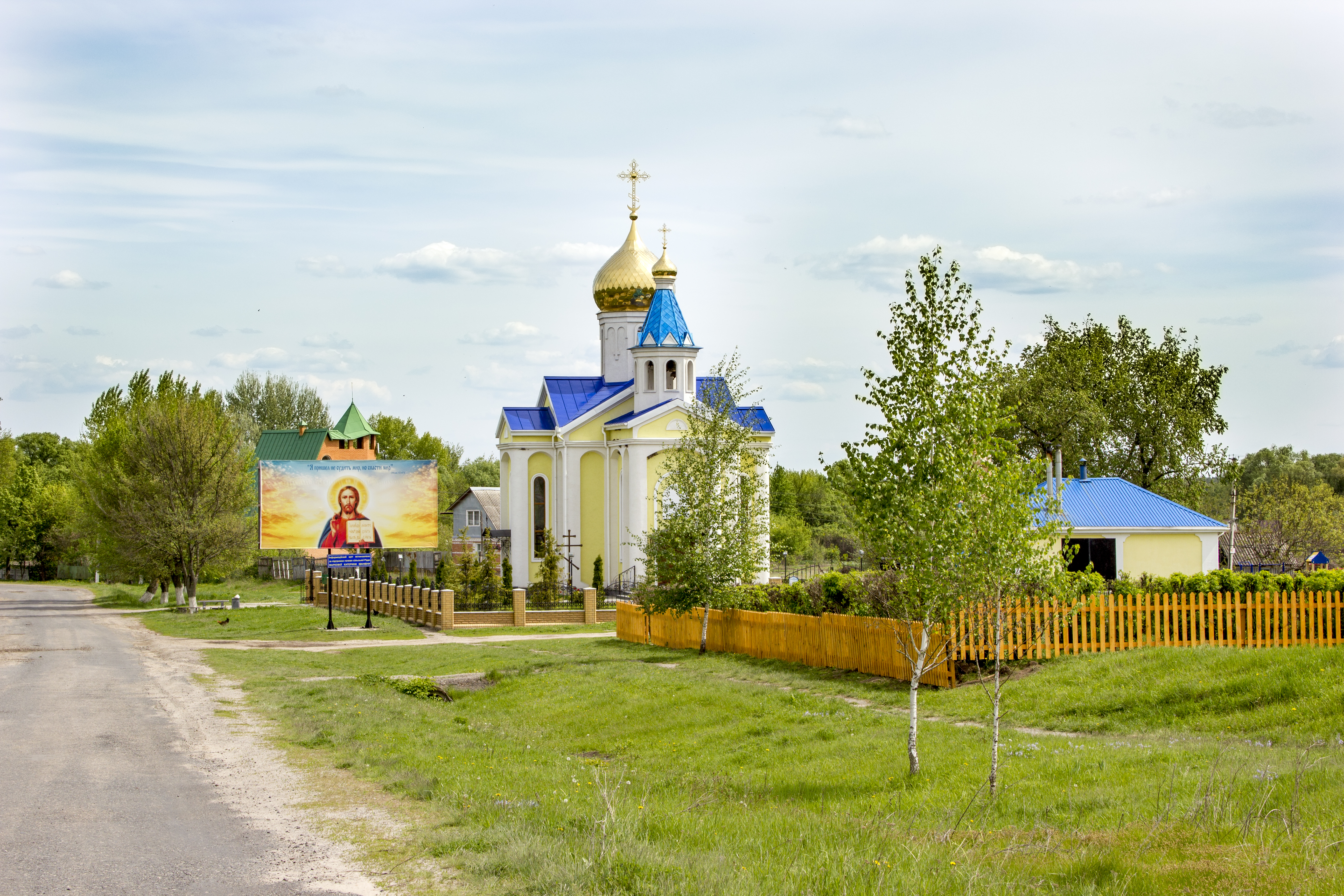
Храм успіння Пресвятої Богородиці
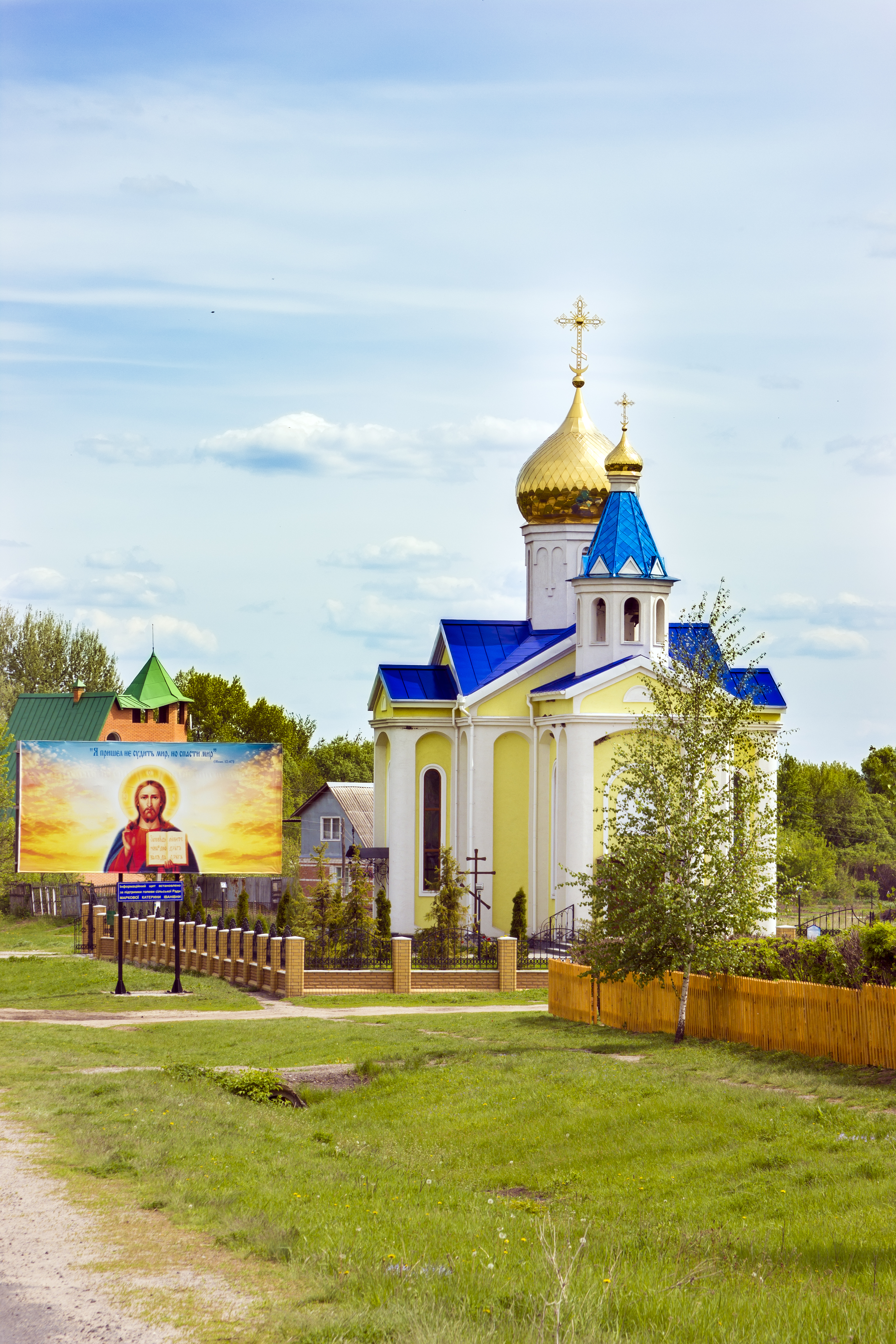
Храм успіння Пресвятої Богородиці
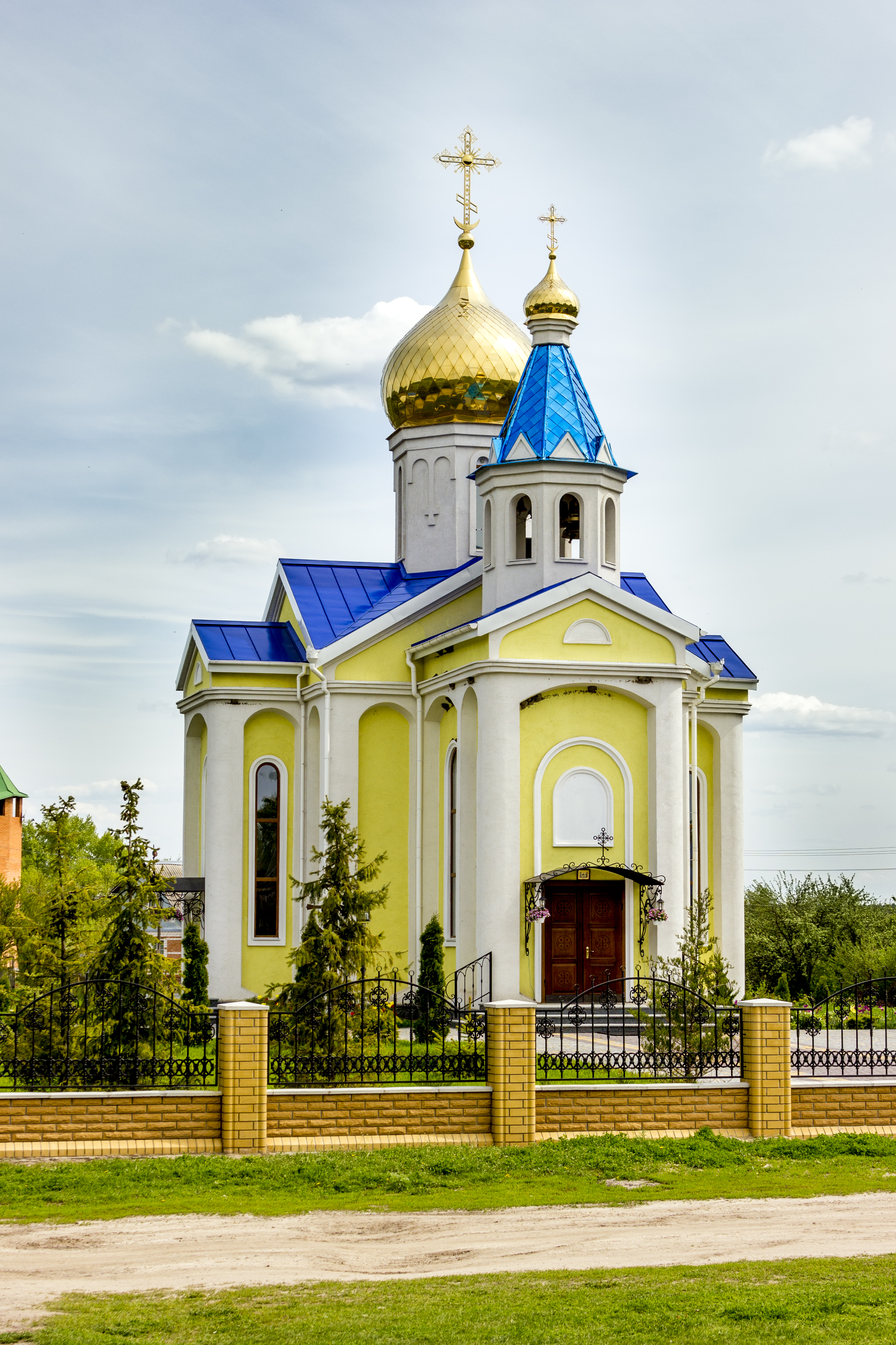
Храм успіння Пресвятої Богородиці
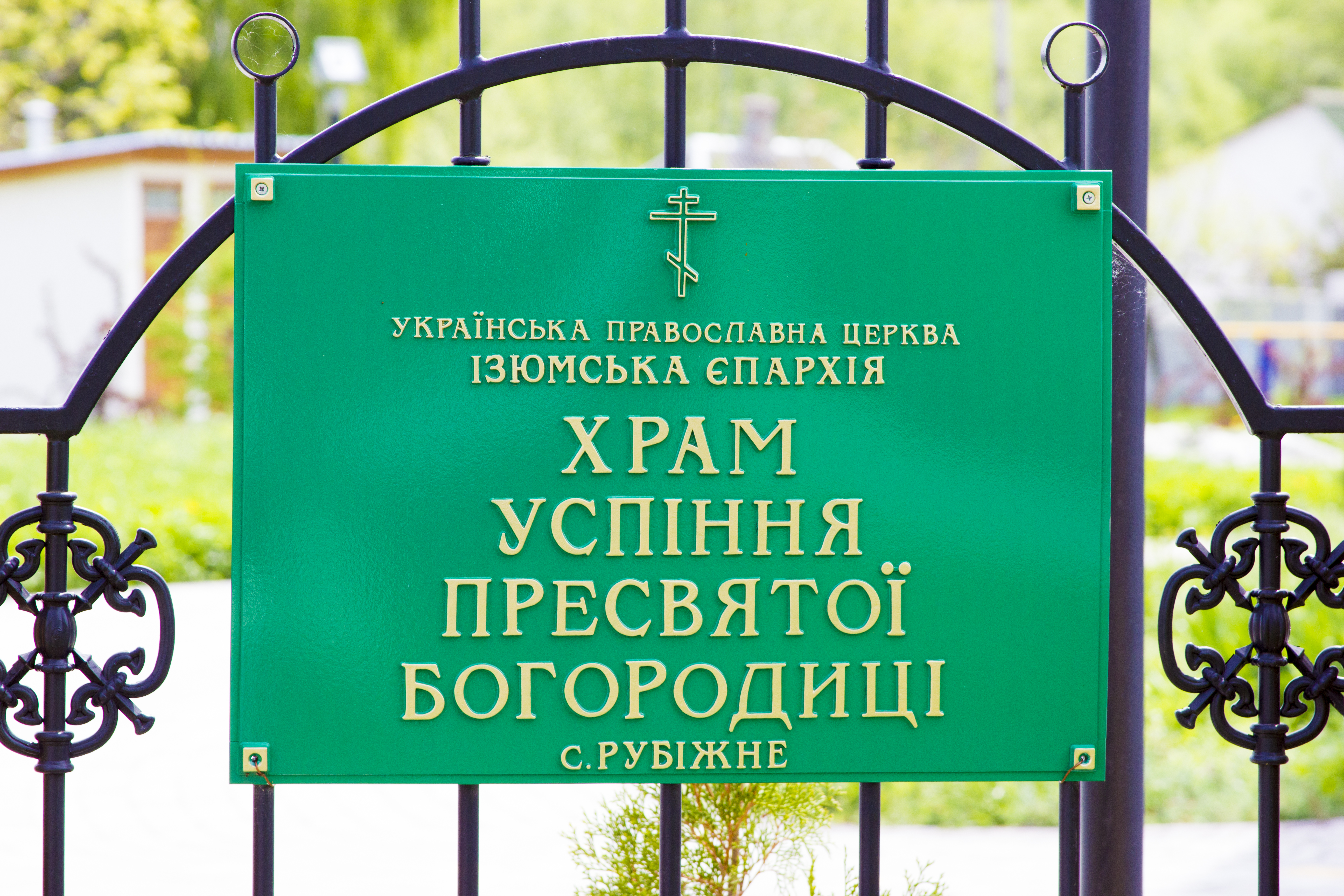
Храм успіння Пресвятої Богородиці
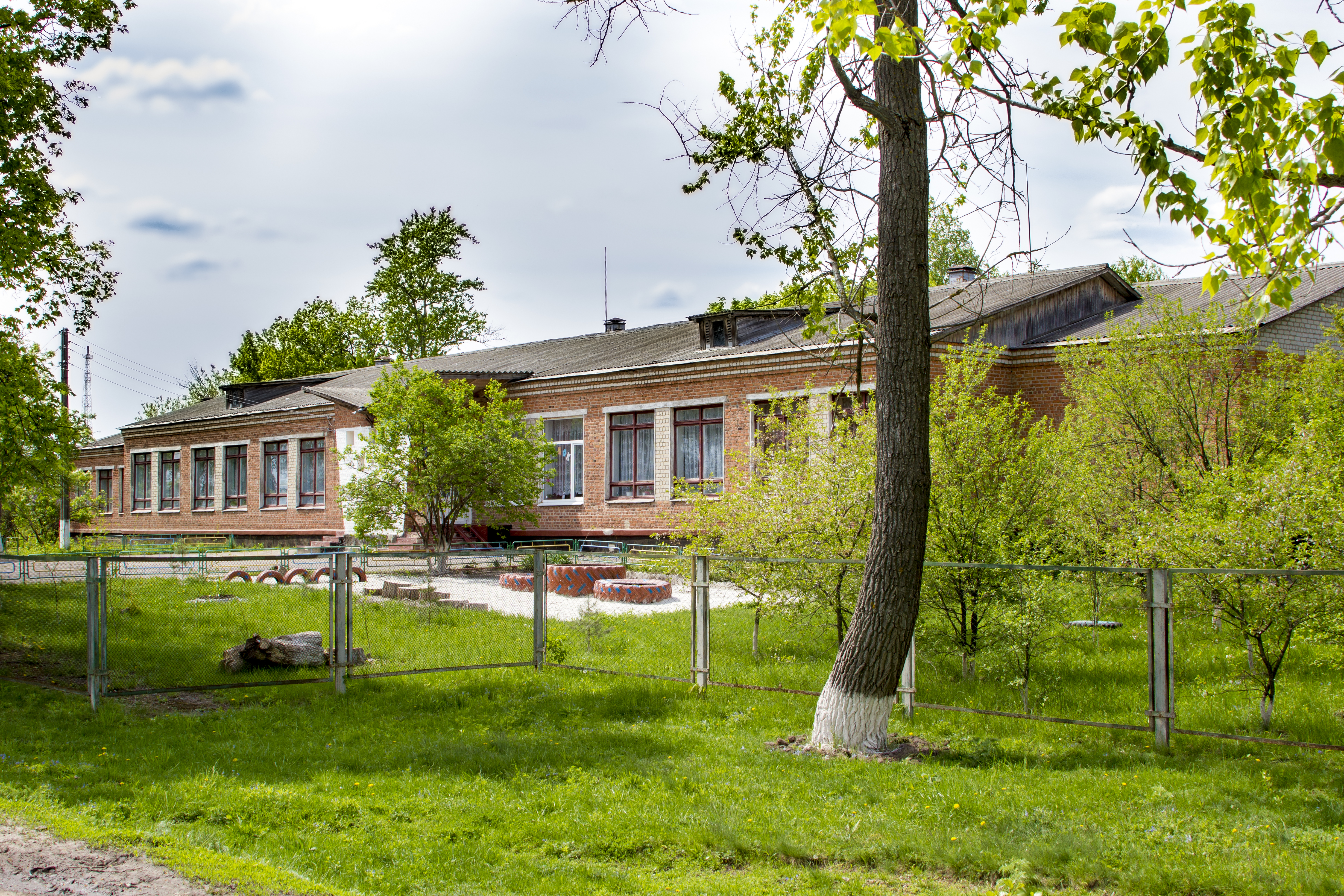
Рубіжненська загальноосвітня школа
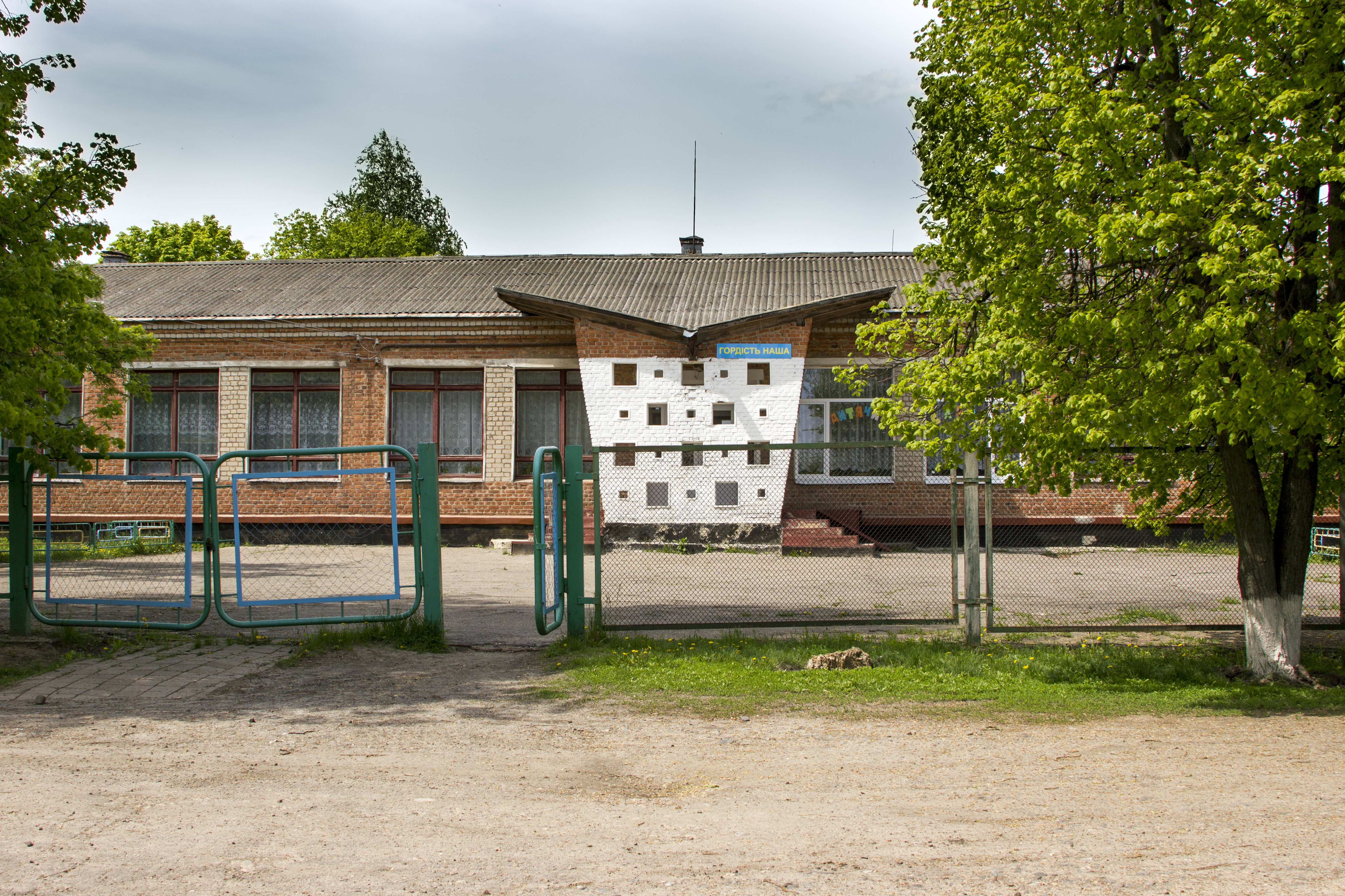
Рубіжненська загальноосвітня школа
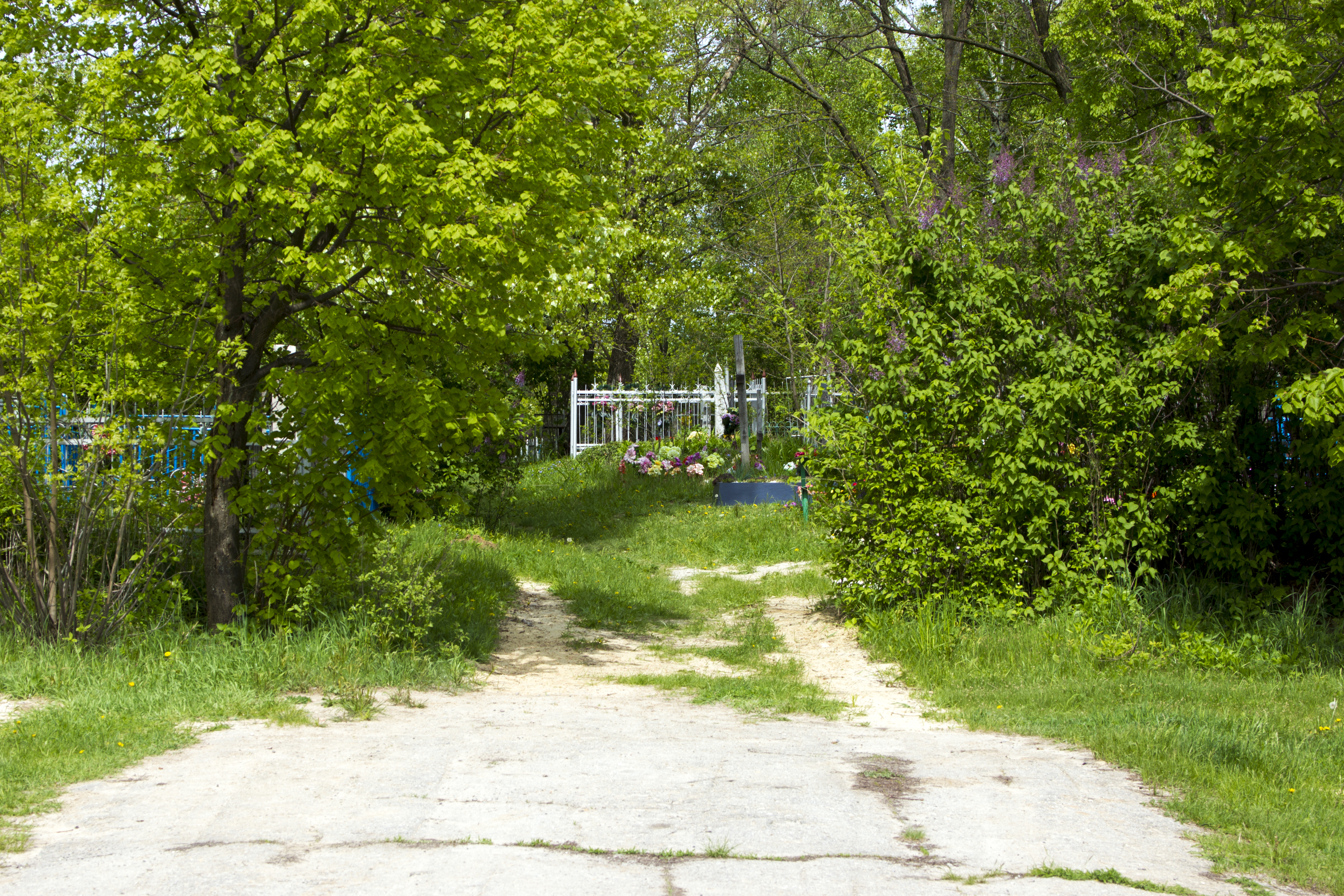
Вхід на сільське кладовище
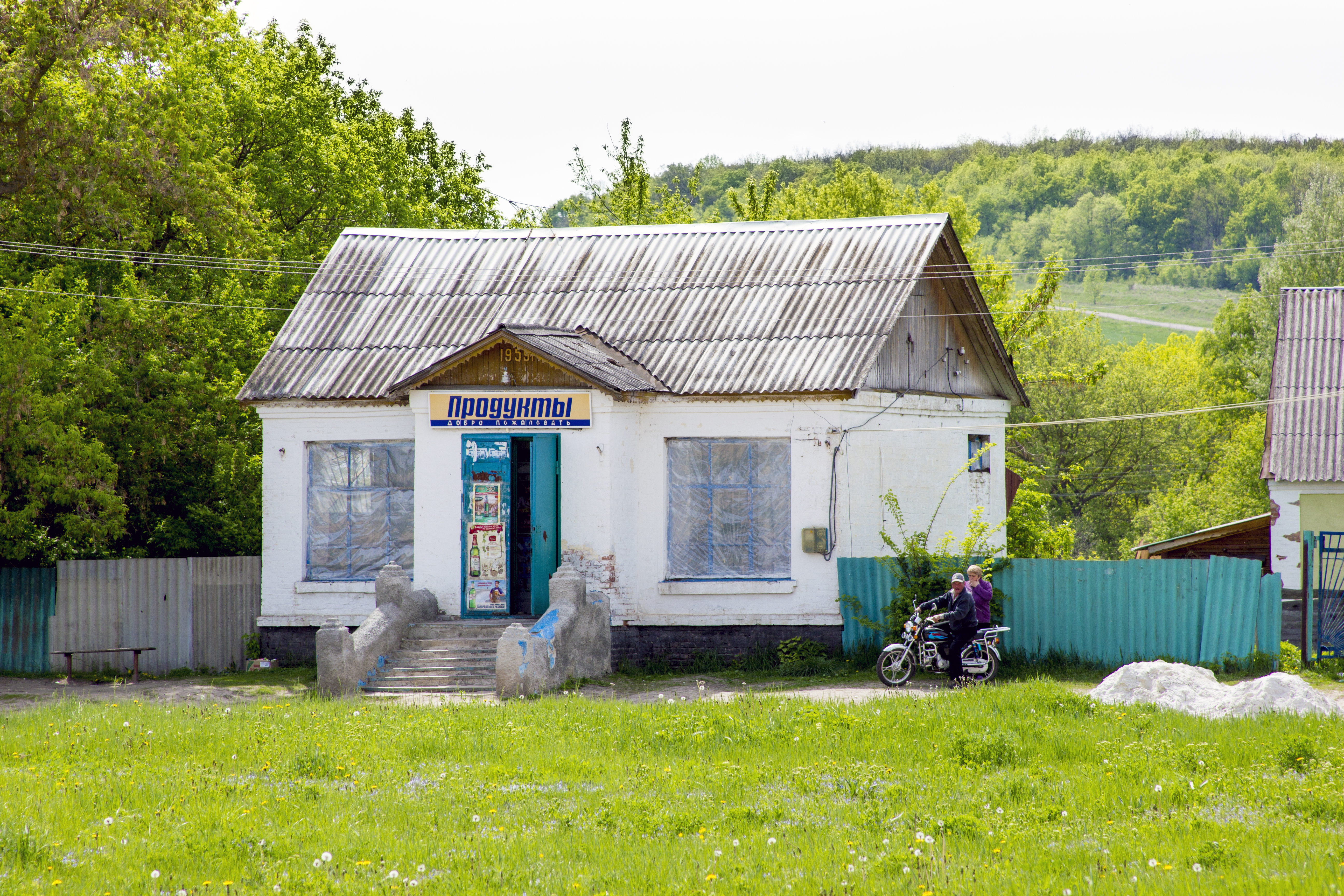
Продуктовий магазин
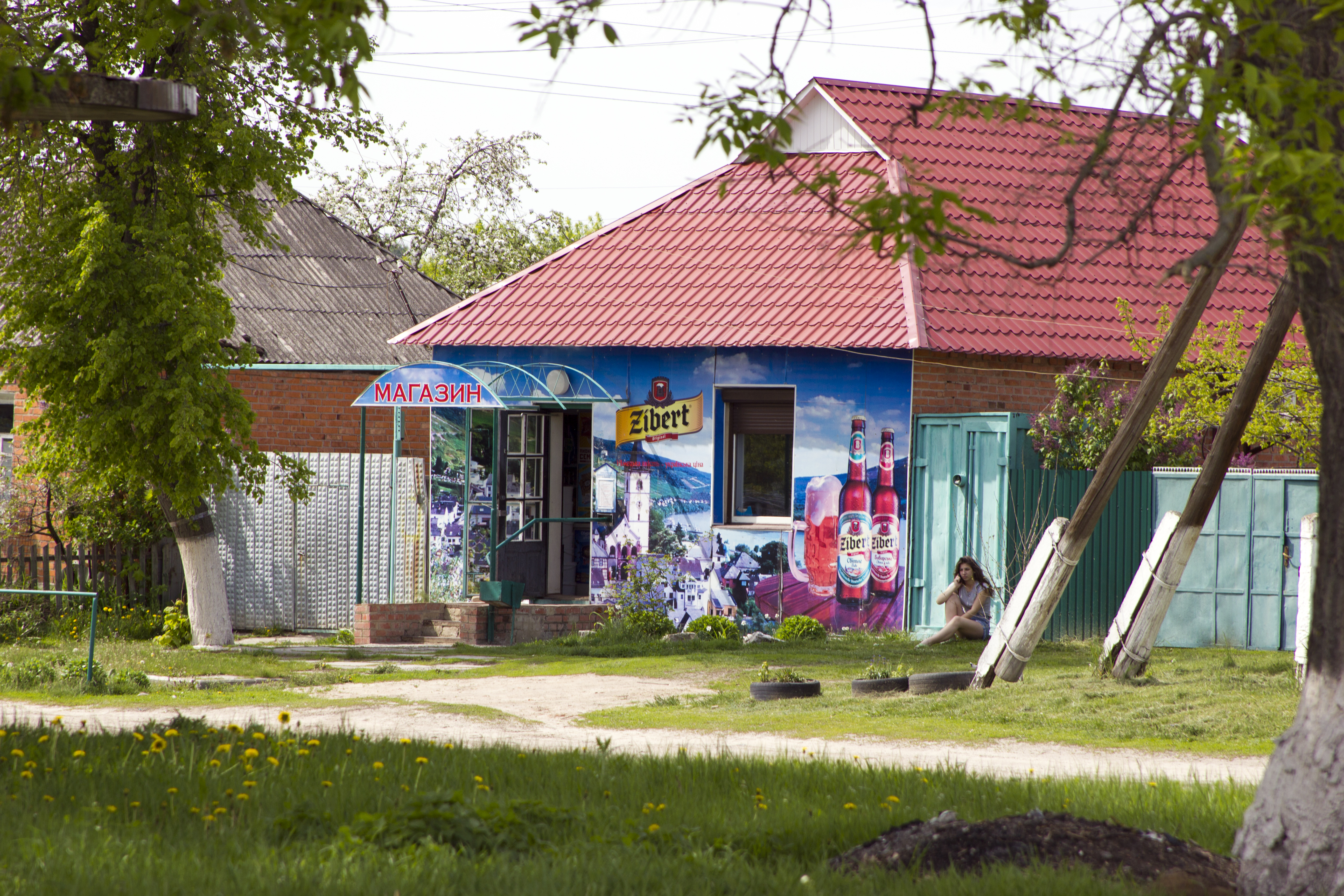
Магазин
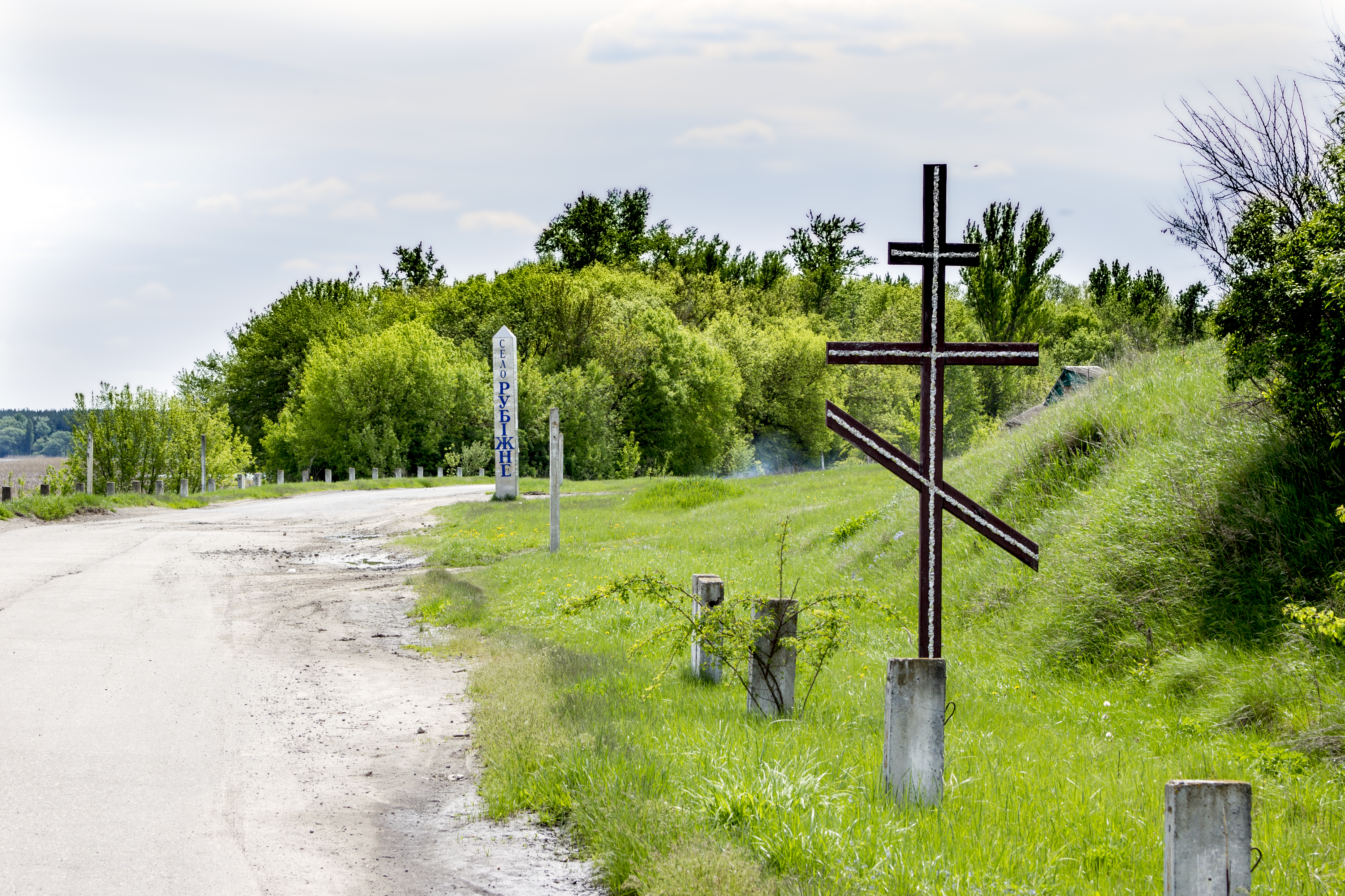
Поклонний хрест
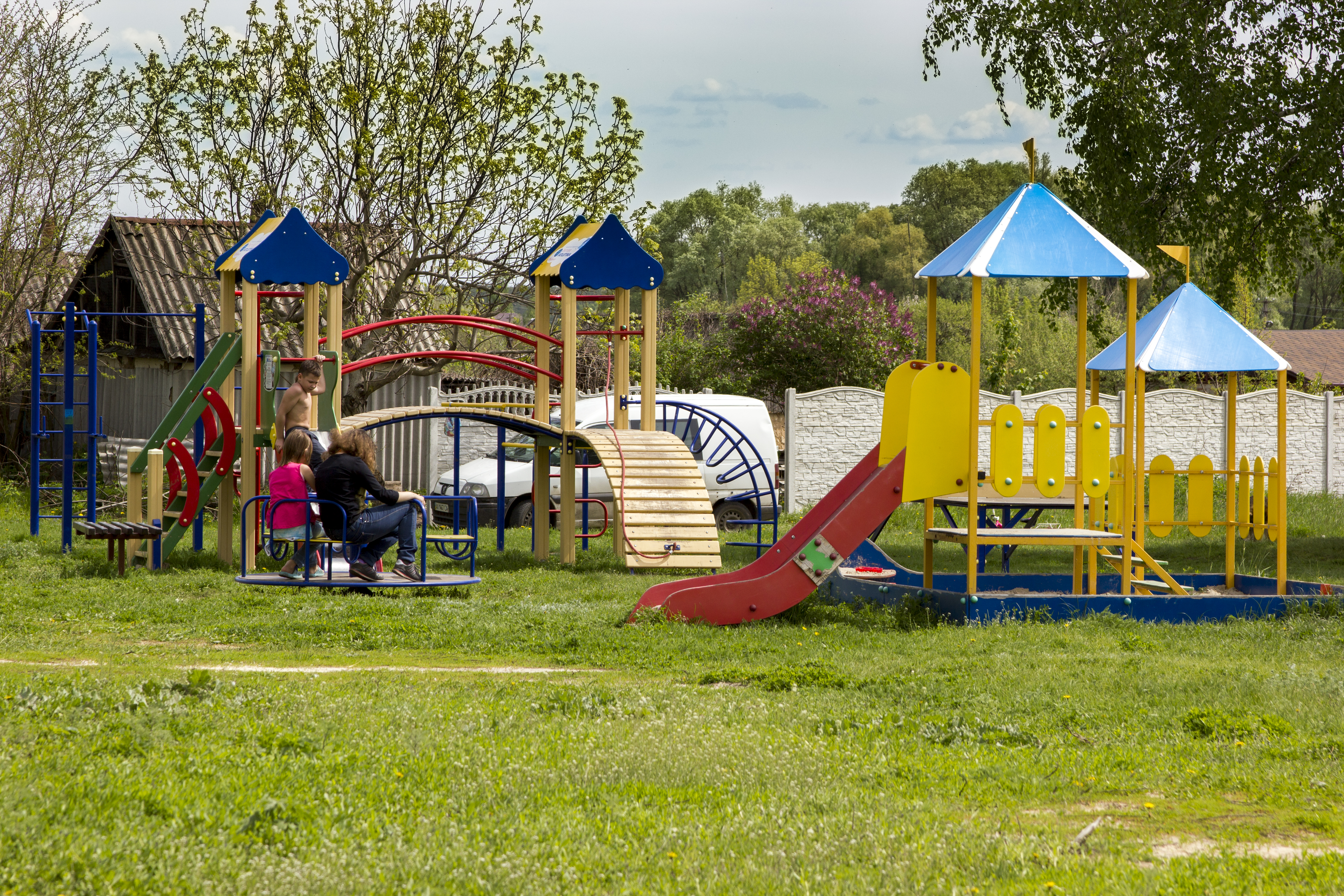
Дитячий майданчик
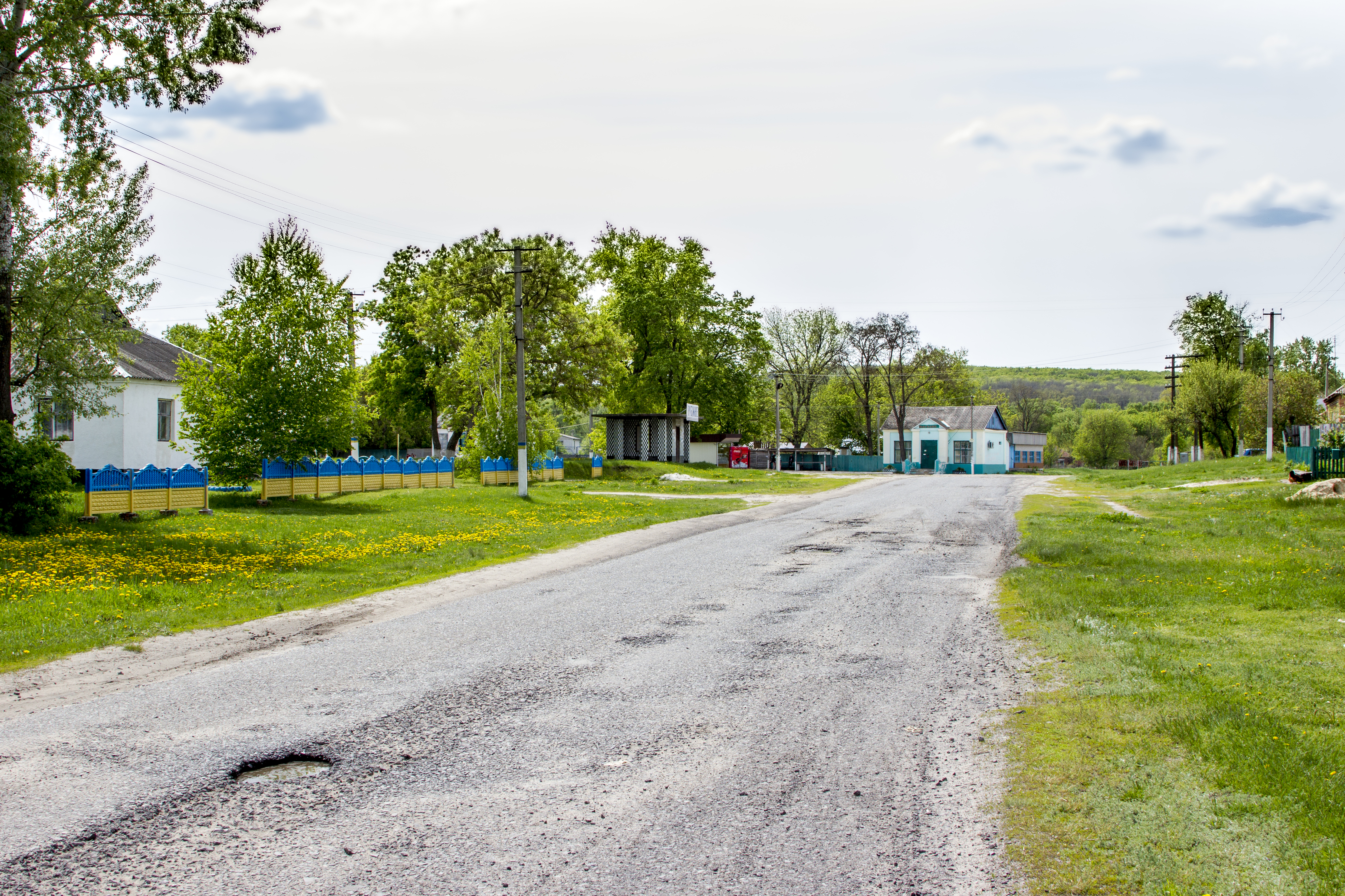
Центральна частина села
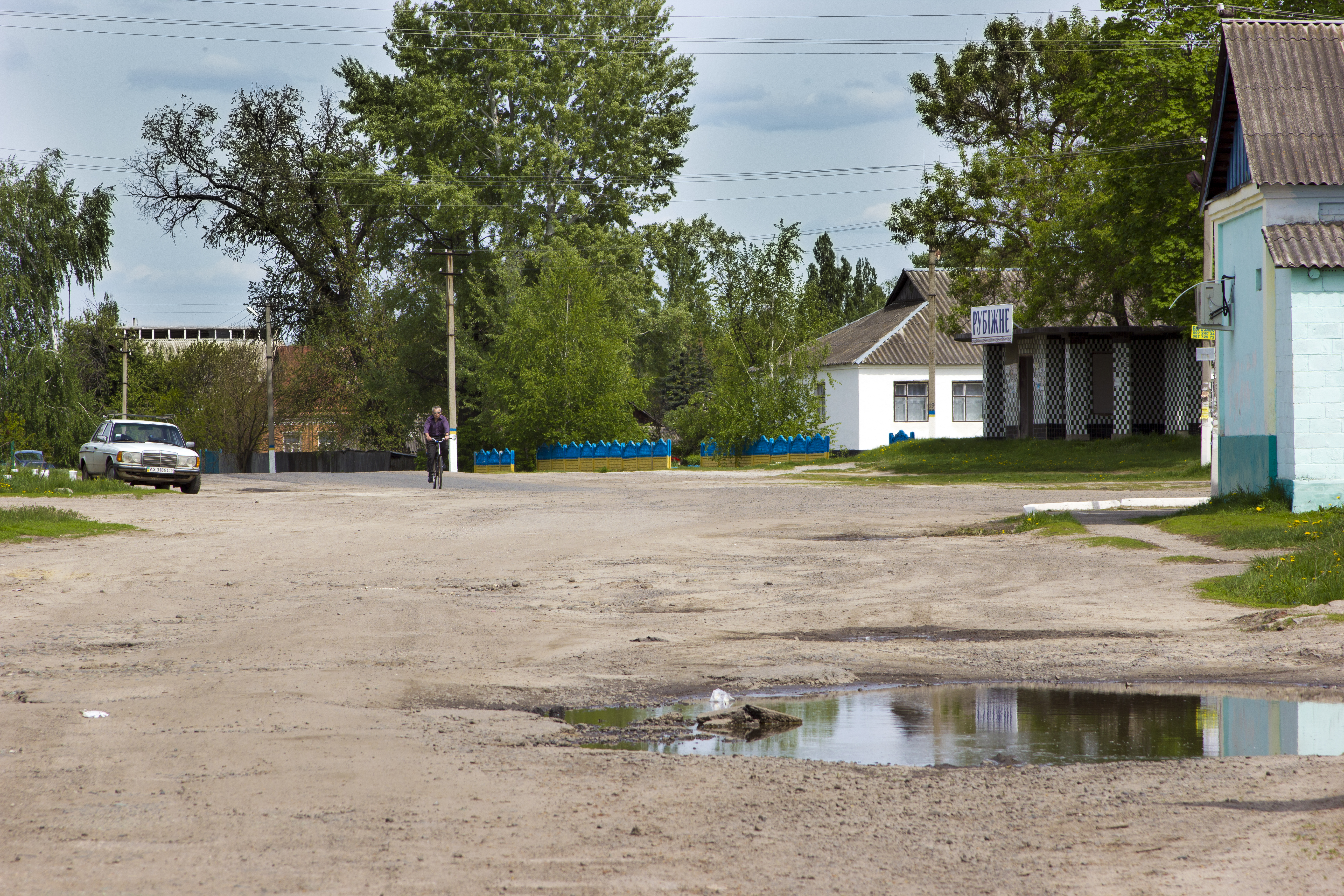
Центральна частина села
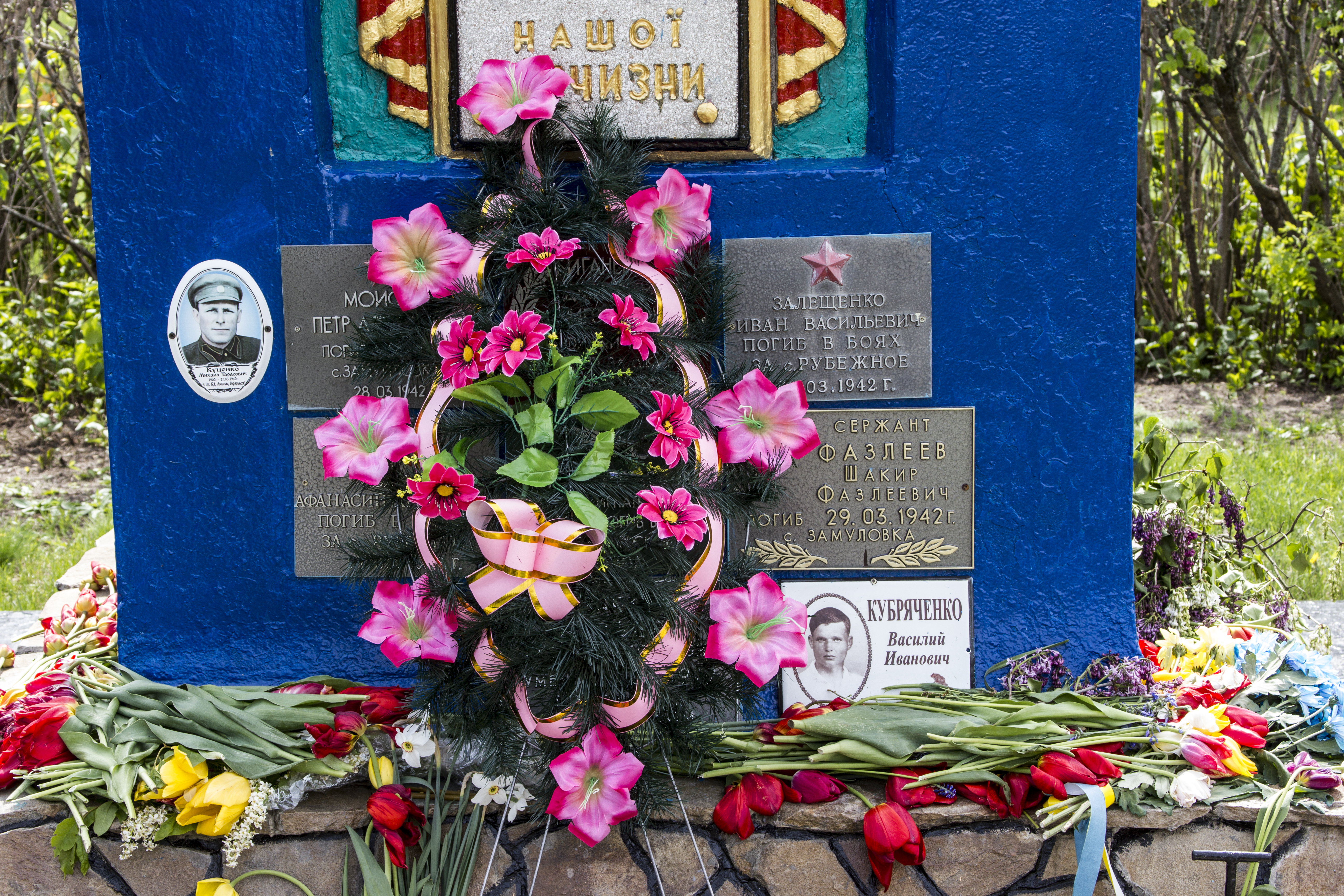
Братська могила
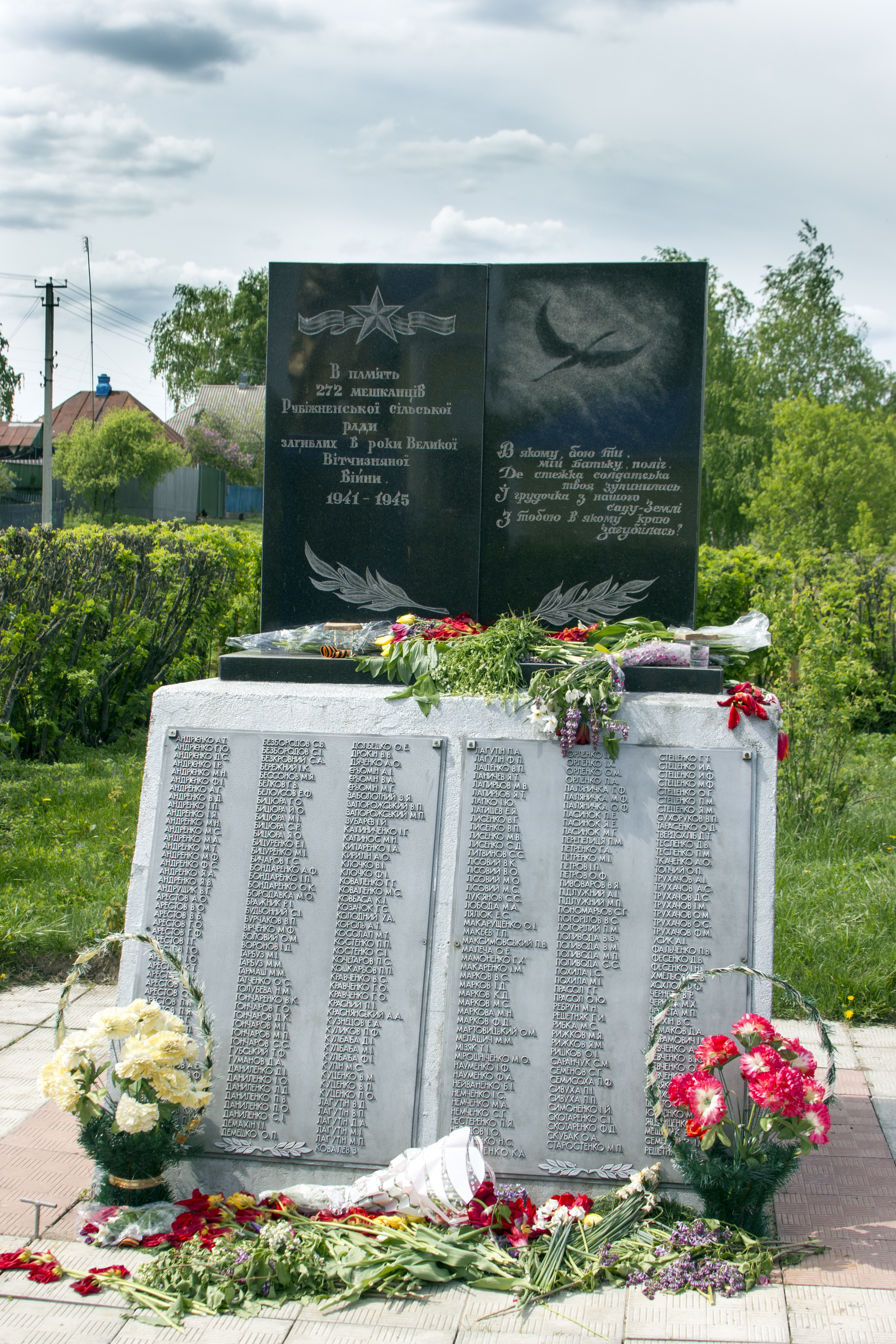
Монумент на честь загиблих у війнах односельців
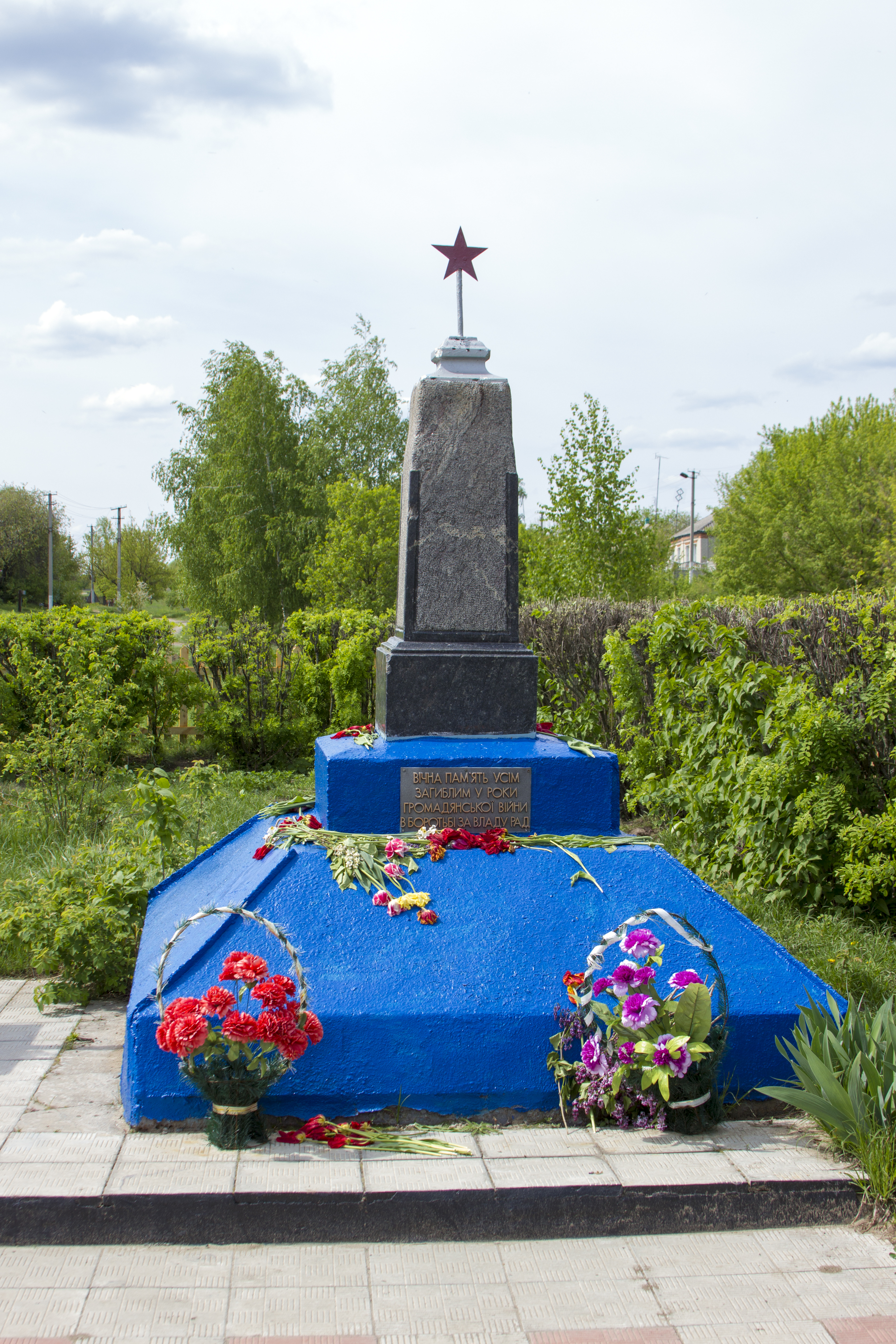
Монумент на честь загиблих у війнах односельців
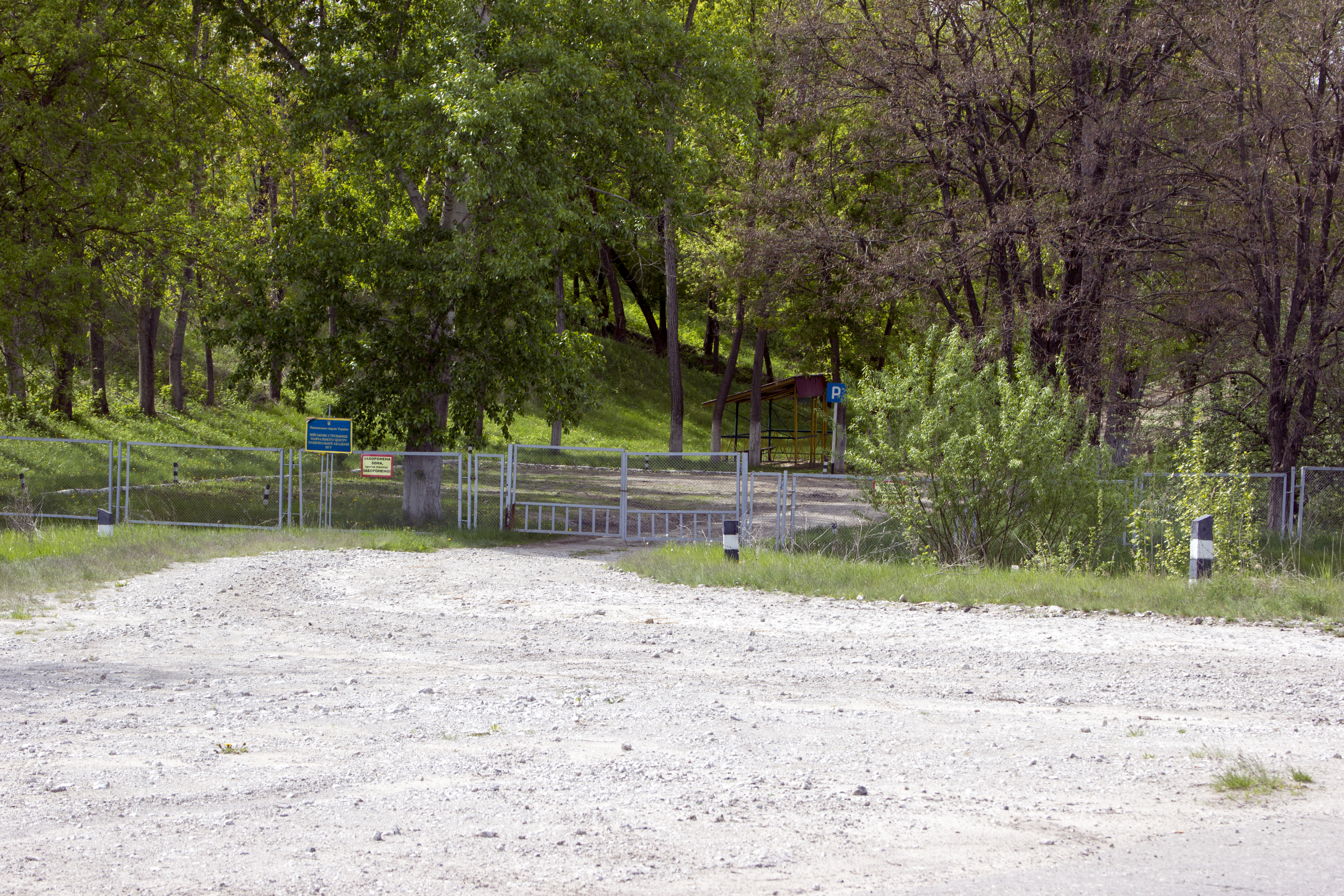
Стрільбище Національної Гвардії України
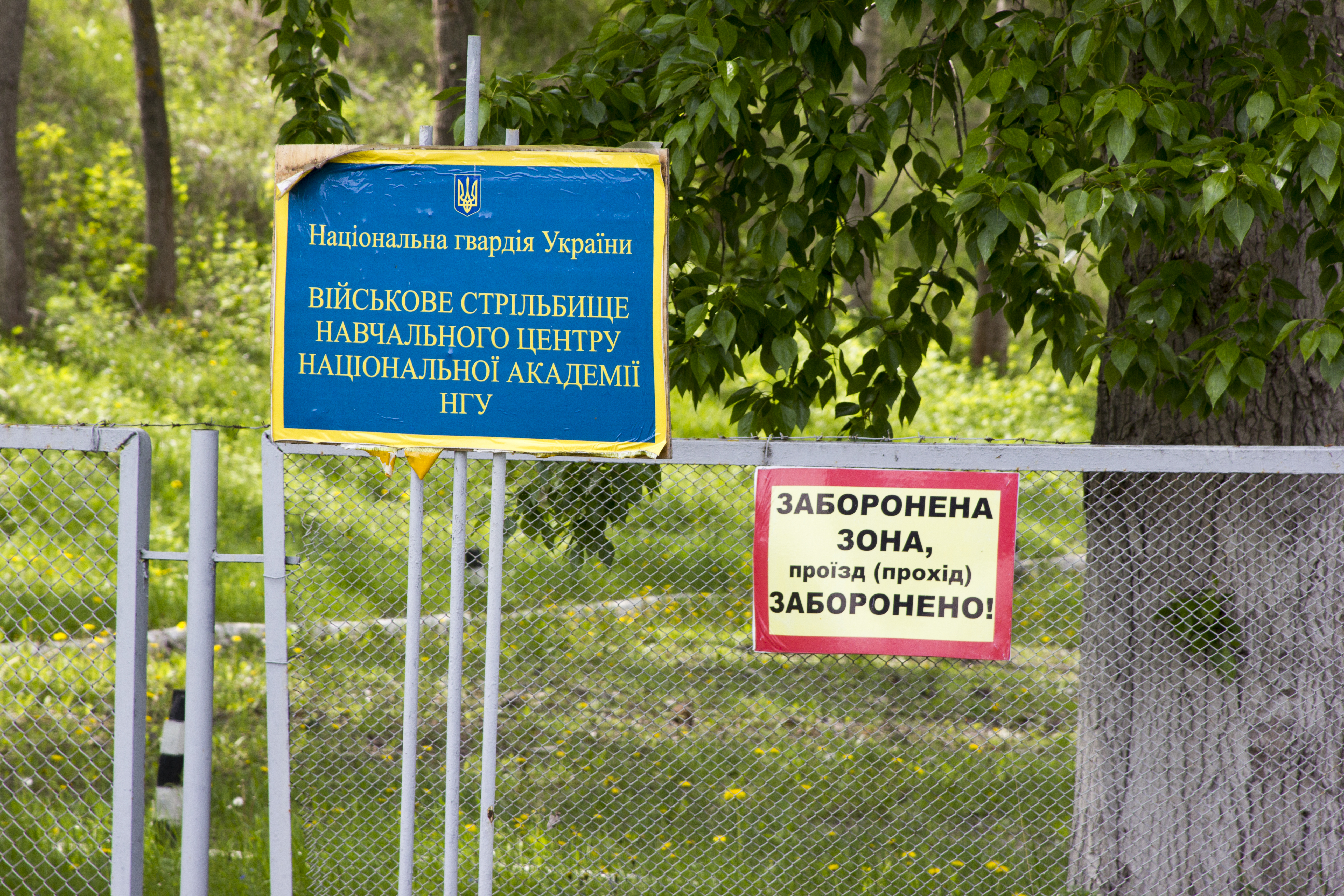
Стрільбище Національної Гвардії України
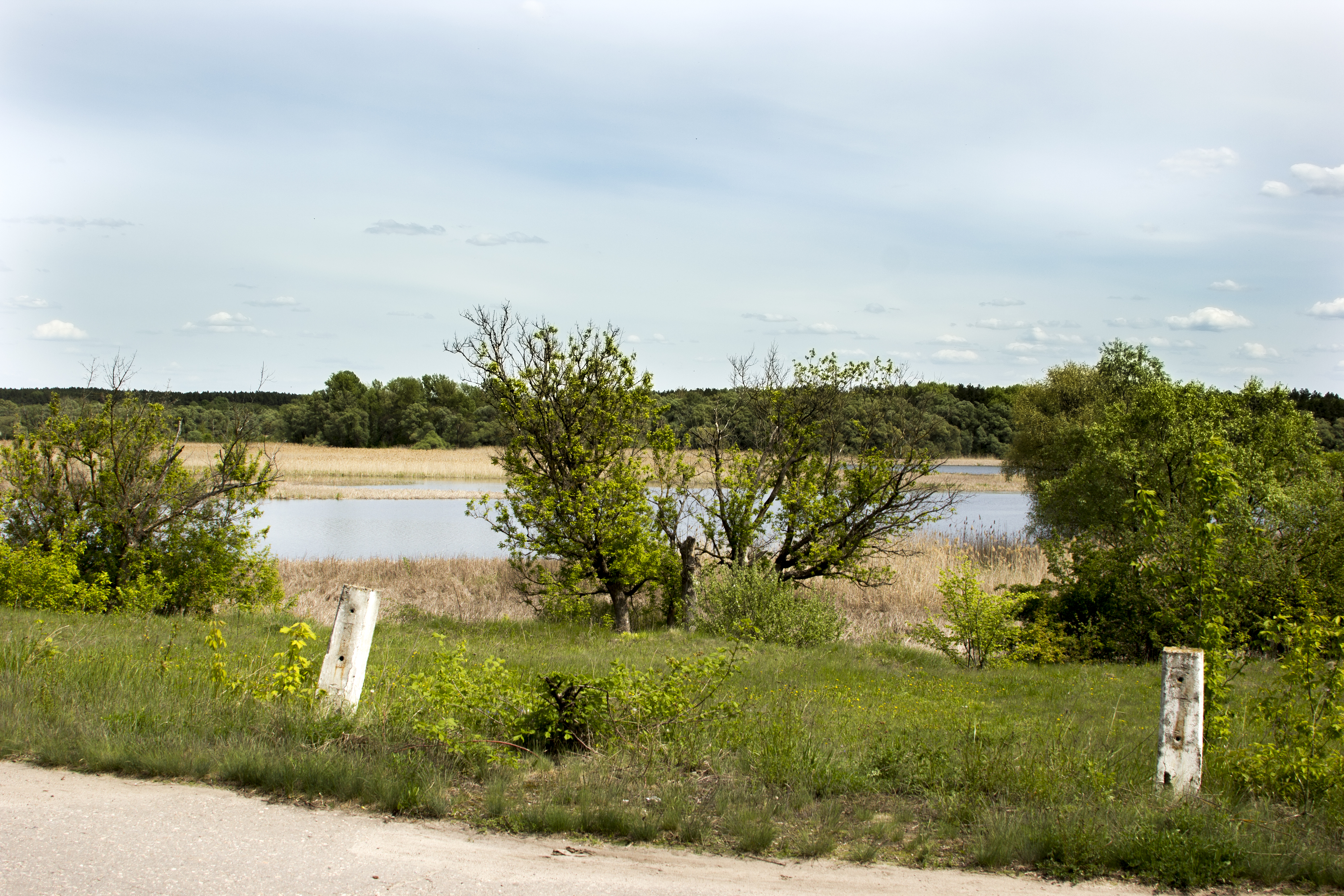
Сіверський Донець
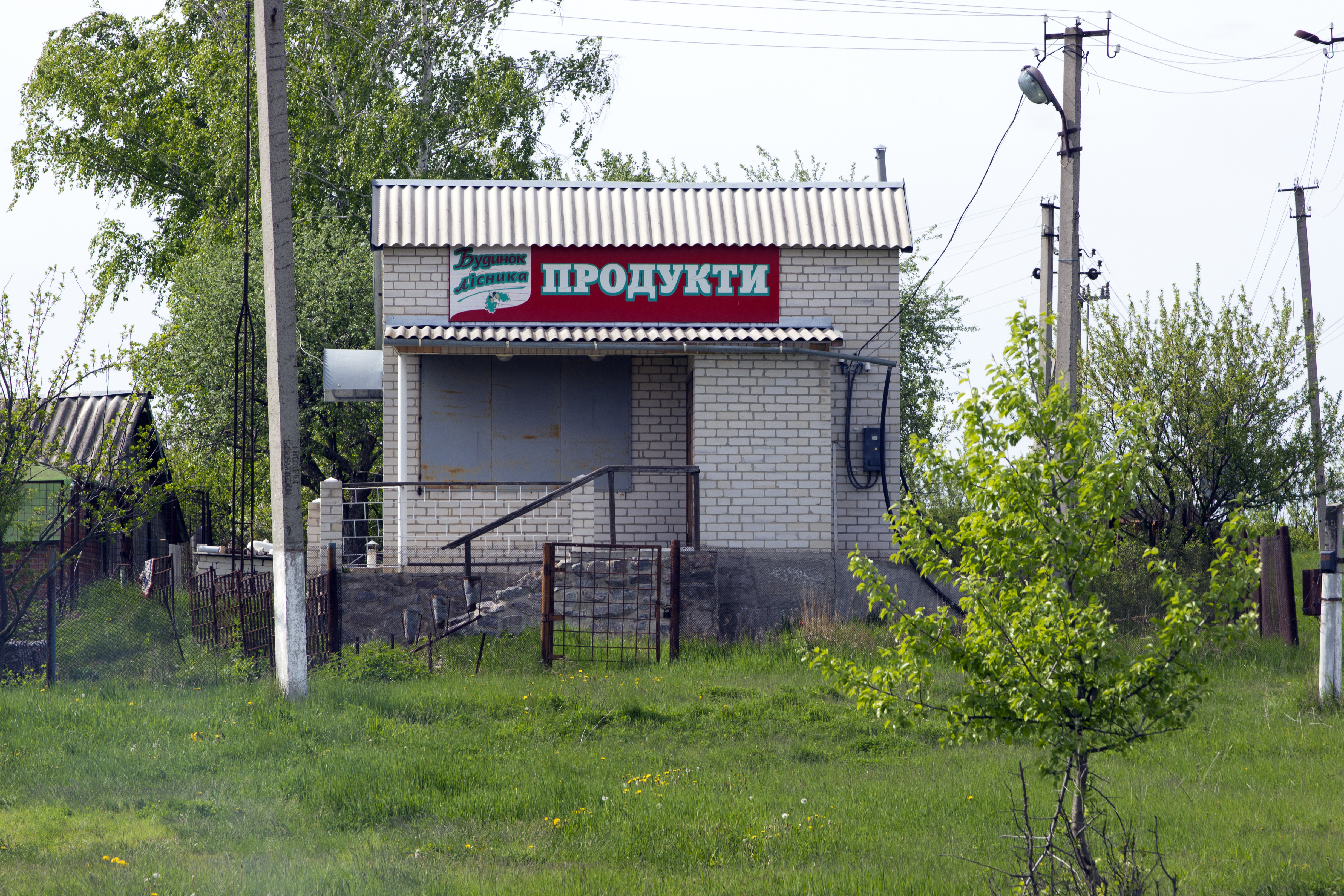
Магазин Будинок лісівника
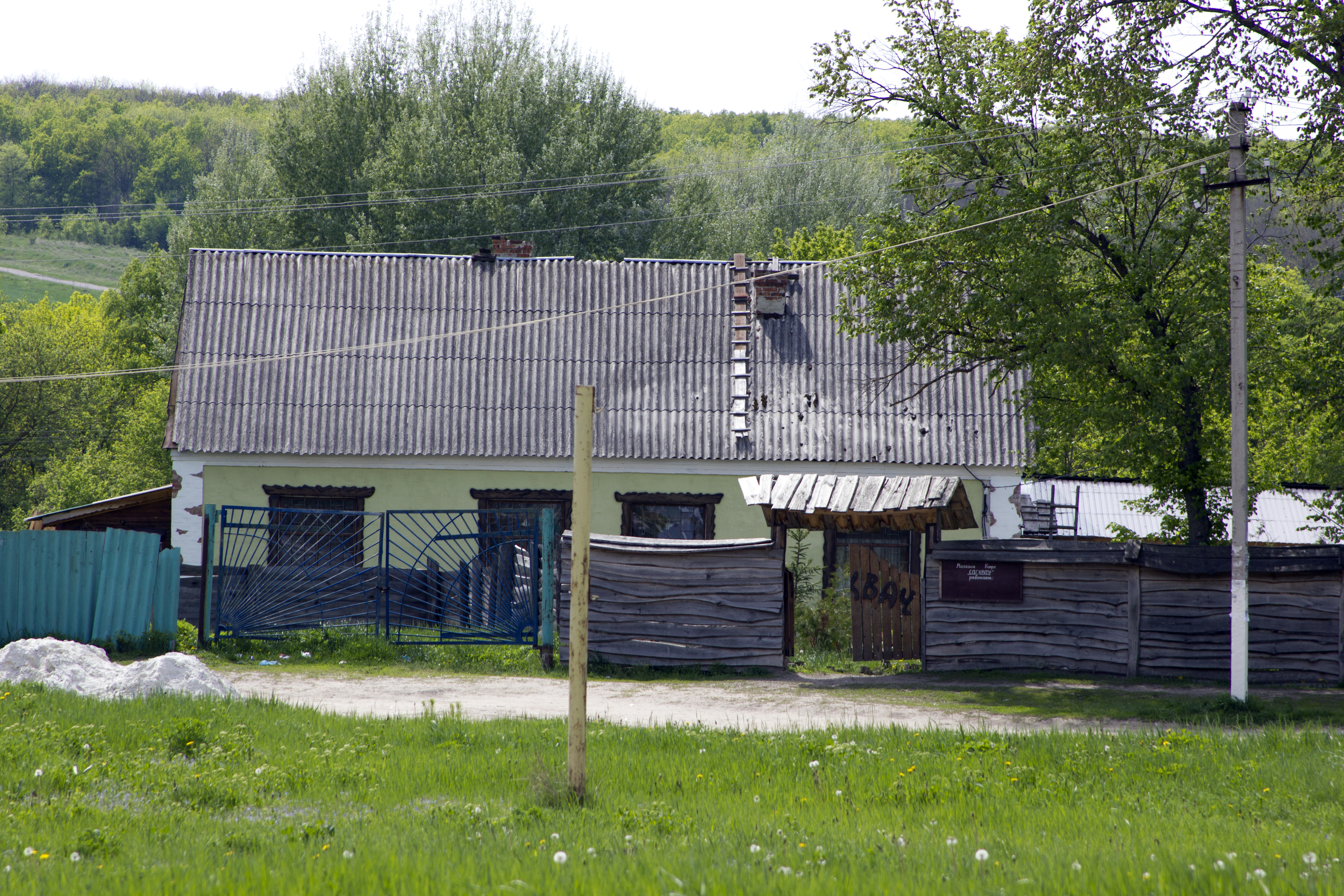
Кафе
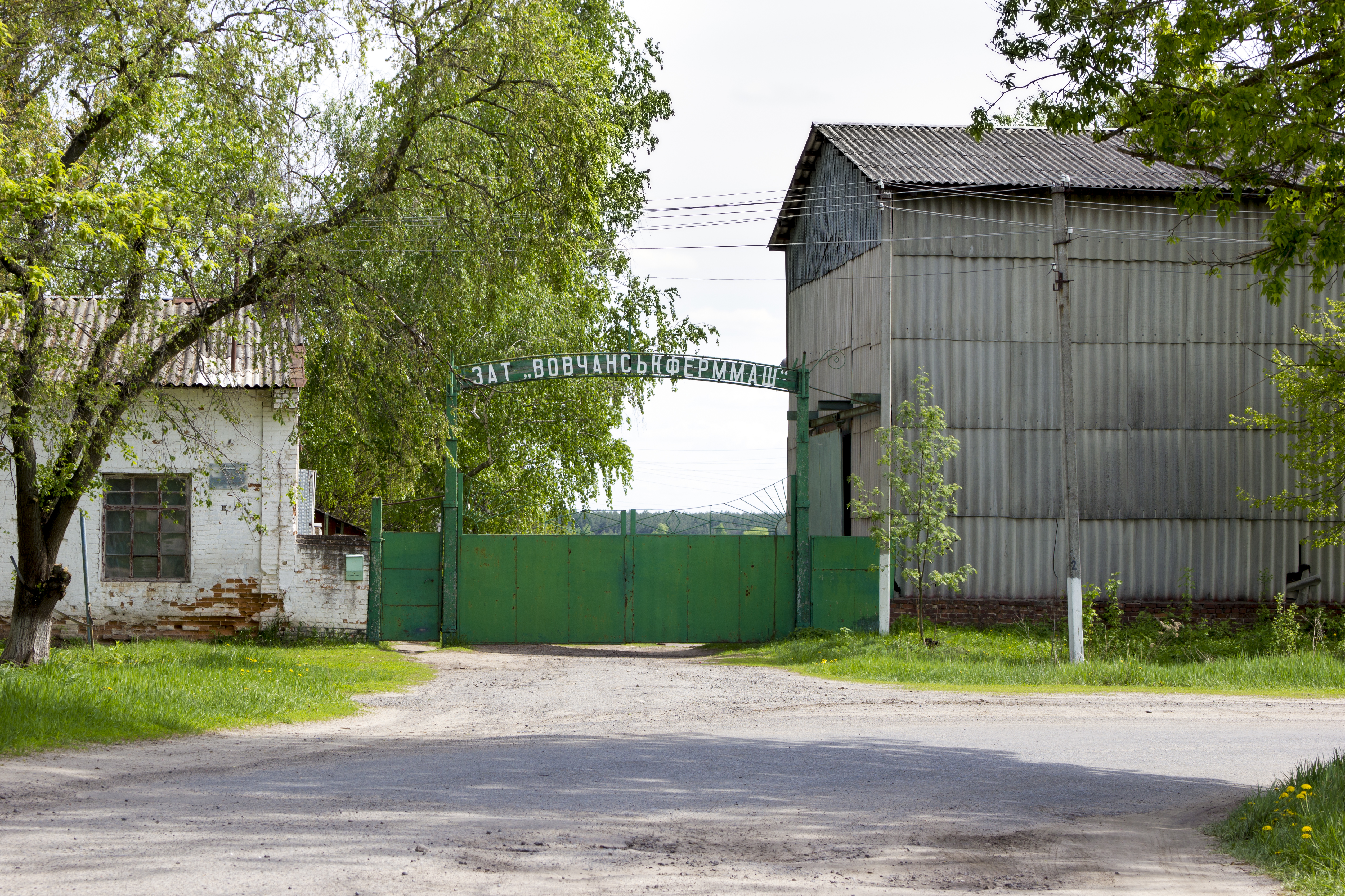
ЗАТ «Вовчанськферммаш»
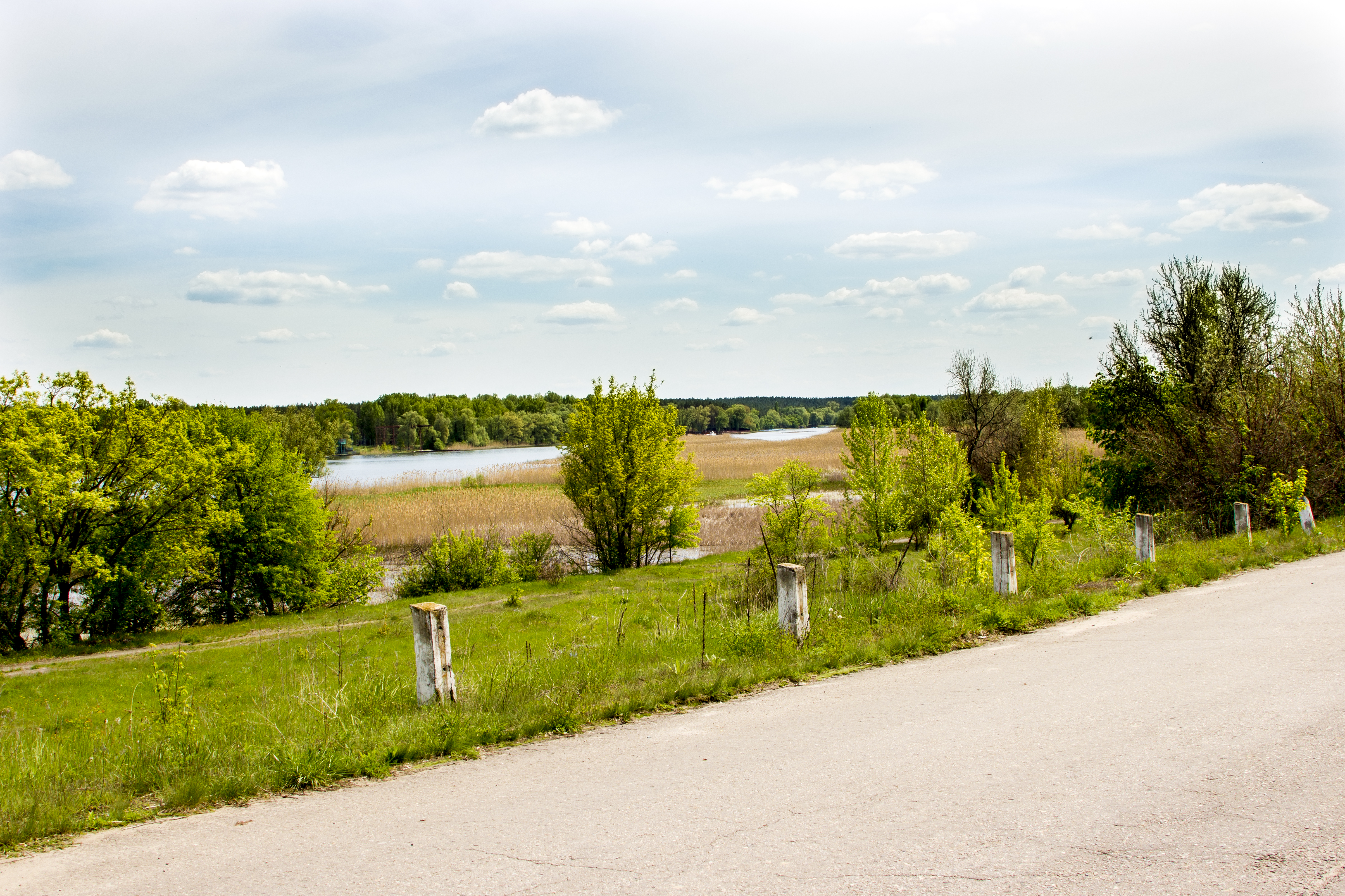
Краєвиди
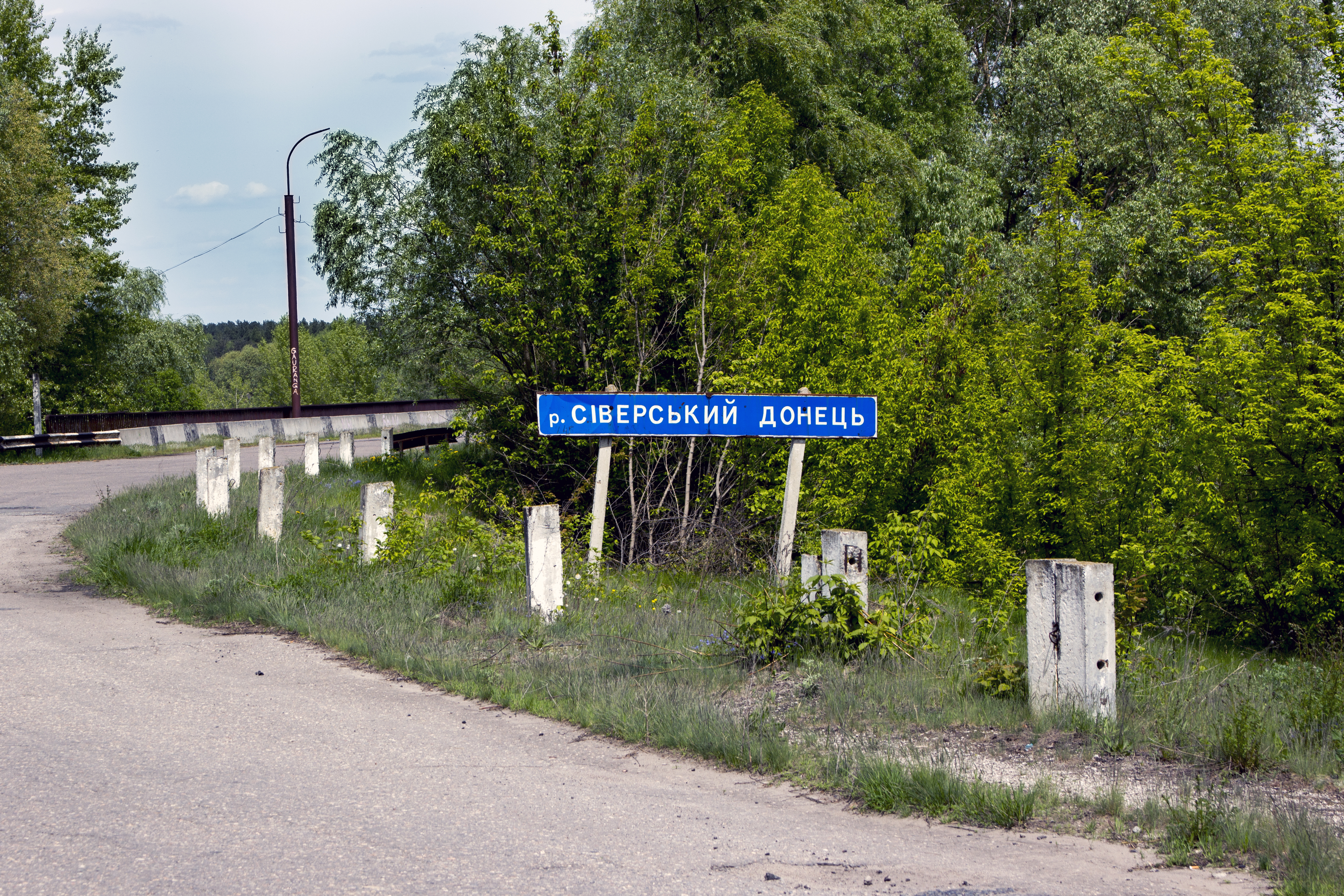
Сіверський Донець